# نيمار
نيمار دا سيلفا سانتوس جونيور (تلفظ برتغالي: /nejˈmaʁ dɐ ˈsiwvɐ ˈsɐ̃tus ˈʒũɲoʁ/؛ مواليد 5 فبراير 1992)، المعروف باسم نيمار أو نيمار جونيور، هو لاعب كرة قدم برازيلي يلعب مهاجمًا مع نادي سانتوس الذي ينافس في الدوري البرازيلي الدرجة الأولى و‌منتخب البرازيل. يعتبر لاعبًا متعدد المراكزِ، حيث يمكنه اللعب كمهاجم مركزي، مهاجم ثانٍ، جناحٍ أو أحيانًا كصانع ألعاب. يُعرف بالمهارة العالية، المراوغة، السرعة، الابتكار، حسن التمرير، والقدرة على اللعب بكلتا القدمين، ويعتبر أحد أفضل اللاعبين في العالم. سجل نيمار ما لا يقل عن 100 هدف لثلاثة أندية مختلفة، مما يجعله واحداً من ثلاثة لاعبين حققوا ذلك.
بَرَز نيمار في سن مبكرة مع نادي سانتوس في موطنه البرازيل، حيث لعب أول مباراة له كمحترف مع الفريق الأول وهو لا يزال بسن السابعة عشرة. ساعد النادي على الفوز ببطولتين متتاليتين من بطولة باوليستا، وكأس البرازيل، وكوبا ليبرتادوريس 2011. وكان الأخير هو الأول لسانتوس منذ عام 1963. وحصل نيمار مرتين على جائزة أفضل لاعب في أمريكا الجنوبية مرتين، في عامي 2011 و2012، وسرعان ما انتقل إلى أوروبا للانضمام إلى برشلونة. كجزء من الثلاثي الهجومي لبرشلونة مع ليونيل ميسي ولويس سواريز، فاز بالثلاثية المكونة من الدوري الإسباني و‌كأس الملك و‌دوري أبطال أوروبا في موسم 2014–15، واحتل المركز الثالث في جائزة الكرة الذهبية عن أدائه لعام 2015. ثم حصل على الثنائية المحلية في موسم 2015–16. في عام 2017، انتقل نيمار إلى باريس سان جيرمان في صفقة قياسية هي الأضخم في تاريخ كرة القدم، حيث بلغت قيمتها 222 مليون يورو. في فرنسا، فاز نيمار بخمسة ألقاب في الدوري، ولقبين في كأس فرنسا، و لقبين في كأس الرابطة الفرنسية. والتي تضمنت ثلاثية محلية وحصل على جائزة لاعب الموسم في الدوري الفرنسي في موسمه الأول. ساعد نيمار فريق باريس سان جيرمان في تحقيق أربع مرات على المستوى المحلي في موسم 2019–20، وقاد النادي إلى نهائي دوري أبطال أوروبا لأول مرة في التاريخ.
برصيد 77 هدفًا في 128 مباراة مع البرازيل منذ مشاركته لأول مرة في سن الثامنة عشر، يُعد نيمار أفضل هداف في تاريخ منتخبه، الى جانب بيليه فقط. كان لاعباً أساسياً في تحقيق البرازيل لبطولة أمريكا الجنوبية للشباب تحت 20 سنة 2011، حيث أنهى البطولة كأفضل هداف، وكأس القارات 2013، حيث فاز بالكرة الذهبية كأفضل لاعب في البطولة. تم قطع مشاركته في كأس العالم 2014 وكوبا أمريكا 2015 بسبب تعرضه للإصابة في الأولى والإيقاف في الثانية، قبل أن يقود البرازيل إلى تحقيق أول ميدالية ذهبية أولمبية في كرة القدم للرجال في دورة الألعاب الأولمبية الصيفية 2016. بعد عامين، بعد تخليه عن شارة القيادة، شارك في كأس العالم 2018، وبعد التغيب عن بطولة كوبا أمريكا 2019 بسبب الإصابة، وساهم مع البرازيل في الوصول إلى النهائي في بطولة 2021.
خارج الملعب، يُعد نيمار من بين أبرز الرياضيين في العالم. أطلق عليه موقع سبورت برو لقب أكثر الرياضيين قابلية للتسويق في العالم في عامي 2012 و 2013، واستشهدت به إي إس بي إن على أنه رابع أشهر رياضي في العالم في عام 2016. وفي عام 2017، أدرجته مجلة تايم في قائمتها لأكثر 100 شخص تأثيرًا في العالم. بحلول عام 2018، صنفته فرانس فوتبول على أنه ثالث أعلى لاعب كرة قدم أجراّ في العالم، في عام 2019، صنفته مجلة فوربس على أنه ثالث أعلى رياضي يتقاضى أجر في العالم، وفي عام 2020، صنفته مجلة فوربس كرابع أعلى رياضي في يتقاضى أجر في العالم.

## نشأته وحياته
ولد نيمار دا سيلفا سانتوس جونيور في موجي داس كروزيز بمدينة ساوباولو، لأبوين برازيليين هما نيمار سانتوس سينيور، ونادين دا سيلفا. ورث اسمه عن والده الذي كان لاعب كرة قدم سابقًا وأصبح مستشارًا لابنه حيث بدأت موهبة نيمار في النمو. يعلق نيمار على دور والده: «كان والدي بجانبي منذ أن كنت صغيراً. إنه يعتني بالأشياء وأموالي وعائلتي.» أثناء نشأته، جمع نيمار حبه لكرة الصالات مع كرة الشوارع. قال نيمار إن كرة الصالات كان لها تأثير كبير على نشأته، مما ساعده على تطوير أسلوبه وسرعة تفكيره وقدرته على أداء الحركات في المساحات الضيقة.
في عام 2003، انتقل نيمار مع عائلته إلى ساو فيسنتي، حيث بدأ اللعب مع فريق شباب بورتوغيزا سانتيستا. ثم في وقت لاحق في عام 2003، انتقلوا إلى سانتوس، حيث انضم نيمار إلى نادي سانتوس. مع نجاح مسيرته المهنية في مجال الشباب ودخله الإضافي، اشترت العائلة أول عقار لها، منزل بجوار فيلا بيلميرو، ملعب سانتوس الرئيسي. تحسنت نوعية حياتهم الأسرية، حيث في سن 15، كان نيمار يكسب 10.000 ريال شهريًا وفي سن 16، كان يكسب 125.000 ريال شهريًا. في سن 17، وقّع أول عقد احترافي كامل له، وتمت ترقيته إلى فريق سانتوس الأول، وبدأ في توقيع صفقات الرعاية الأولى.

## مسيرته الكروية

### بدايته المبكرة
بدأ نيمار ممارسة كرة القدم في سنٍّ مبكرة، وكانت بداياته مشابهة لبداية جلّ أقرانه في البرازيل، عن طريق ممارسة الكرة في الشوارع، إلى أن انضمّ في سن السابعة –عام 1999– لفريق محلّي في مدينة سانتوس التابعة لولاية ساو باولو البرازيلية يُدعى بورتوغيزا سانتيستا، واستمرّ هناك إلى أن تمّ رصده من قِبل نادي سانتوس، الذي استقدمه عام 2003.

### سانتوس
بعد انضمامه إلى أكاديمية شباب نادي سانتوس عام 2003 وتوقيعه مع النادي وهو في سن الحادية عشرة سرعان ما لفتَ الأنظار إليه بموهبته الكبيرة، ما جعله يحظى في سنّ الرابعة عشرة بفرصة تجربة مع نادي ريال مدريد، أحد أكبر أندية أوروبا، وسافر اللاعب اليافع وقتها فعلًا إلى إسبانيا في مارس 2006 من أجل التدرّب مع أشبال النادي الملكي، حيث تدرّب في المنشآت الرياضية للنادي لأزيد من أسبوعين وحظي بفرصة مقابلة مسؤولي ونجوم الريال، من أمثال الظاهرة رونالدو و‌زين الدين زيدان و‌روبيرتو كارلوس، كما حضرَ مباراة للفريق ضد نادي ديبورتيفو لاكورونيا من مدرّجات ملعب سانتياغو برنابيو، وقد نال إعجاب مسؤولي النادي الذين قرّروا التوقيع معه وعَرضوا عليه إكمال نشوئِه مع أشبال الفريق، وتمّ الاتفاق في بادئ الأمر بين الطرفين من الناحية المبدئية، لكن اللاعب فضّل بعد ذلك الرجوع إلى بلاده البرازيل دون إكمال تجربته مع الريال، حيث تحدّثت أغلب المصادر عن خلافٍ ماليٍ وقف دون إكمال الاتفاق، بسبب مطالبة والد وممثّل اللاعب القانوني حينها مبلغ 60 ألف يورو من أجل انضمام نجله للفريق، ما قابَله قادة الريال حينها بالرفض، وسط حديث عن امتناع النادي عن دفع هكذا مبلغ في شابٍ لم يتجاوز سن 14 عامًا، اللاعب ووالده نفيا هذه القصة ضمنيا، حيث ذكر والده أن ما منعه من الانضمام لريال مدريد هو أنه لم يُرد اللعِب لهم في تلك الفترة فحسب، وذكر اللاعب أنه رفض عرض الريال لأنه لا يُشترى بالمال، إضافة إلى أن نادي سانتوس الذي كان يلعب له اللاعب قد أظهر رغبة كبيرة في الاحتفاظ باللاعب، وكانت تربطهم علاقة جيدة، ليُفضّل في النهاية إكمال فترة شبابه في بلاده مع رفقائه في سانتوس، حيث تردّد في فُرص نجاحه دون مشاكل خارج بلده حينها، وكان يتساءل عما إذا كان بمقدوره اللعب بعيدًا عن مسقط رأسه وعن زملائه في ذلك السن المبكر، ورغم توقيع العقد المبدئي بين الطرفين ورضا النادي عن موهبة نيمار إلا أن والده قال في كتاب نشروه لاحقًا عن مسيرة اللاعب منذ البدايات أن اختياره عدم توقيع عقد نهائي مع ريال مدريد كان بسبب أنه تفطّن بعد أيام مع المكوث في إسبانيا أن ابنه لم يكن مستعدًّا بعدُ للرحيل عن بلاده، حيث ذكر بأنه لم يبدُ على يرام، وبدأ يشتاق لعائلته ومدرسته ورفاقه، رغم أنه بدا في البداية سعيدًا وبدا كلّ شيء جيدا (حسب الوالد دائمًا).

وبعد رجوعه لبلاده وناديه استمرّ نيمار في التطوّر ولفتِ الانتباه حتى حظي عام 2009 وهو بعدُ في سنّ السابعة عشرة بفرصة تمثيل الفريق الأول للنادي البرازيلي لأول مرة.

#### 2009: موسم البدايات
كان نيمار قد احتفل قبل شهر بعيد ميلاده السابع عشر حين لعِب أول مباراة رسمية له مع سانتوس، وكان ذلك يوم 7 مارس 2009، حين دخل بديلًا لزميله ماوريسيو مولينا عند الدقيقة 59' في المباراة التي فاز فيها فريقه على فريق أويستي ضمن منافسات بطولة باوليستا الإقليمية 2–1، وفي الأسبوع الموالي، وتحديداً يوم 15 مارس شارك لأول مرة كلاعب أساسي في مباراة ضد نادي موجي ميريم برسم الباوليستا أيضًا واستطاع حينها تسجيل أول هدف في مسيرته الاحترافية، في المباراة التي فاز فيها رفقاؤه بنتيجة 3–0.

وبعد أقلّ من شهر، وتحديدًا يوم الحادي عشر من أبريل، سجل نيمار الهدف الحاسم في المباراة التي فاز فيها سانتوس على بالميراس بنتيجة 2–1 في مباراة الذهاب من الدور نصف النهائي من نفس المسابقة، ليُساهم في تفوق فريقه وتأهّله بالتالي للنهائي الذي قارعوا فيه فريق كورينثيانز بقيادة أسطورة البرازيل الظاهرة رونالدو، حيث تفوَّق هذا الأخير على نيمار بتسجيله ثنائية في الذهاب قادت فريقه للفوز بنتيجة 3–1، ثمّ تعادل الفريقان في الإياب 1–1، ليُتوَّج رفقاء رونالدو بالبطولة بمجموع 4–2 في الذهاب والإياب.

يوم السابع من شهر نوفمبر 2009 تمكّن نيمار الذي لم يُتمَّ سن الرشد –18 سنة– بعد حينها من تسجيل أو ثنائية في مسيرته الاحترافية، وكان ذلك في مرمى فريق ناوتيكو حينما قاد فريقه للفوز عليه بنتيجة 3–1 لحساب مباريات الدوري البرازيلي، ثمّ أتبعها بثنائية ثانية في نفس البطولة بعد جولتين من ذلك حينما قاد فريقه للفوز على نادي كوريتيبا بنتيجة 4–0، ليُكمل موسمه الأول في الدوري البرازيلي في الترتيب 21 على قائمة أفضل الهدّافين بتسجيله لـ10 أهداف، من 32 مشاركة، بفارق 9 أهداف عن هدّافيْ المسابقة، فيما شارك في 48 مباراة بشكل عام في كافة المسابقات هذا الموسم، وسجل 14 هدفًا الدوري.

#### 2010: بداية البروز الحقيقية والفوز بالباوليستا
بداية من موسم 2010 (الموسم البرازيلي يُقام كاملًا في سنة واحدة عكس الموسم الأوروبي الذي يبدأ في سنة وينتهي في التي تليها) بدأ نيمار يشقّ طريقه نحو النجومية في سانتوس رغم حداثة سنّه (18 سنة فقط)، فبات هدّاف الفريق ونجمه ومسدّد ركلات الجزاء فيه. وسجل في 15 أبريل 2010 خمسة أهداف لسانتوس في المباراة التي فازوا بها بنتيجة 8–1 على غواراني في مرحلة التصفيات المؤهلة لكأس البرازيل. بعد كامبيوناتو باوليستا 2010 والذي سجل فيه نيمار 14 هدفا في 19 مباراة، توج النادي بطل بعد فوز 5–5 (بفضل قانون أهداف خارج الديار) على سانتو أندريه في النهائي. وأعطي جائزة أفضل لاعب في المسابقة. أداء نيمار مع سانتوس أدى إلى تشبيه طريقة لعبه مع لاعبين برازيليين آخرين، مثل روبينيو، بل وتمّ تشبيهه حتى بالأسطورة البرازيلية بيليه.
في عام 2010، تلقّى سانتوس عرضا بقيمة 12 مليون£ من نادي وست هام يونايتد الإنجليزي لضمّ اللاعب، لكنه قوبِل بالرفض، حيث أصرّ النادي على دفع كامل مبلغ فسخ العقد البالغ 28.4 مليون£ كشرطٍ لرحيل اللاعب، رغم أن ويست هام رفع عرضه لمبلغ 16 مليون باوند بعد ذلك. وفي وقت لاحق تلقّوا عرضا من نادي إنجليزي آخر، هو تشيلسي، حيث أفادت التقارير أنهم عرضوا ما يقارب 17 مليون جنيه استرليني لجلب اللاعب في بادئ الأمر، سرعان ما تمّت زيادتها لتبلغ 20 مليونا، لكن النادي البرازيلي قام برفض العرض في بيان رسمي، وعلى الرغم من رفع البلوز للعرض ليقترب من متطلّبات سانتوس المالية إلا أن نيمار اختار البقاء وقتها في بلده، في خطوة ذَكرَ لاحقاً أن الأسطورة البرازيلية بيليه شجّعه عليها في اتصال هاتفي، ما جعله يُعلن رفضه للرحيل ويُصرّح: «أنا مركز على سانتوس فقط» ، وأشار وكيله، واغنر ريبيرو، إلى أن مصير نيمار سيكون في مكان آخر لا محالة، مشيرا إلى أنه «يريد أن يصبح أفضل لاعب في العالم، ونسبة تحقيق هذا الحلم في البرازيل هي 0%.»
على الرغم من اعترافه بعد عام واحد، في مقابلة مع صحيفة ديلي تلغراف البريطانية، أنه كان سعيدا باهتمام تشيلسي به لأنه كان «يحلم باللعب في أوروبا»، في حين ذكر أيضا أنه في ذلك الوقت كان القرار الصحيح هو البقاء في البرازيل.
في هذا الموسم سجّل نيمار أفضل أرقامه التهديفية في كافة المسابقات على الإطلاق، حيث سجلّ 42 هدفاً من 60 مباراة، منها 17 هدفاً في بطولة الدوري، الذي حلّ ثانياً في ترتيب هدّافي البطولة، رغم أن هذا الموسم كان شاهداً على نشوب أزمة انضباطية حدّدت جانباً مهمّاً من مسيرة اللاعب في شبابه، حيث تسبّب في مشكلة مع مدرّبه في نادي سانتوس آنذاك دوريفا جونيور، سبَبُها قيام هذا الأخير باختيار لاعب غيره لتسديد ضربة جزاء في إحدى مباريات الدوري المحلّي، ما جعل اللاعب يسبّ مدربه، ويتشاجر مع ثلاثة من زملائه بعدها، الأمر الذي أدّى لتغريم اللاعب وتوبيخه من طرف فريقه بسبب سلوكه الطائش.
في 30 نوفمبر 2010، باع سانتوس 5% من رسوم انتقاله المستقبلية التي سيحصل عليها لمجموعة استثمارية برازيلية، بمبلغ 3.549.900 ريال برازيلي (ما يُعادل حينها نحو 1.5 مليون يورو).
في ديسمبر 2010، حصل نيمار (الذي لم يتجاوز عمره الثامنة عشرة بعد) على المركز الثالث في سباق جائزة أفضل لاعب في أمريكا الجنوبية 2010، خلف كلّ من أندريس داليساندرو وخوان سيباستيان فيرون.

#### 2011: موسم حصد الجوائز

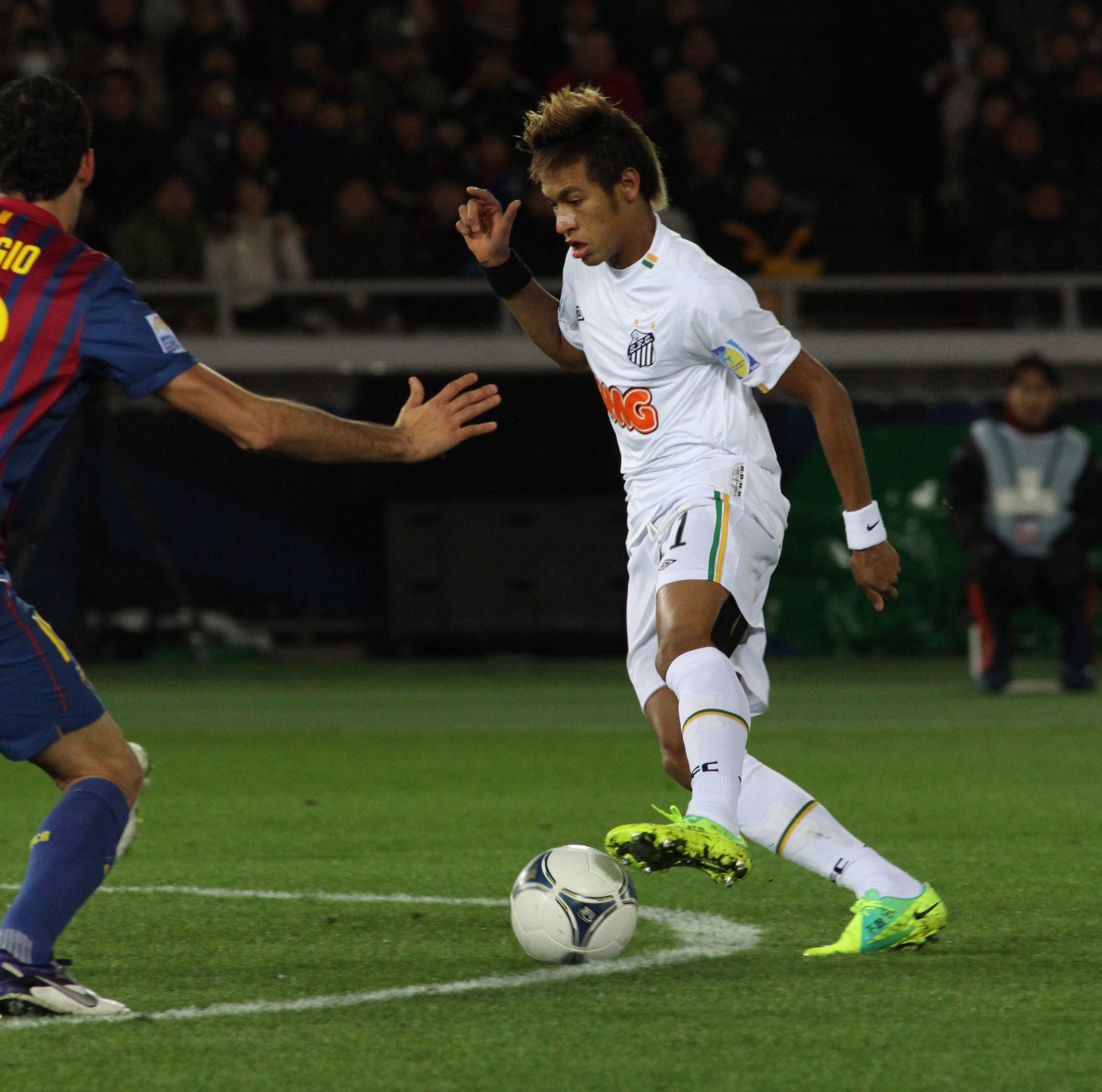
نيمار يلعب مع سانتوس في نهائي كأس العالم للأندية 2011.

افتتح نيمار العام بمشاركة دولية ناجحة مع منتخب شباب البرازيل، حيث استطاع رفقة زملائه تحقيق اللقب الحادي عشر لراقصي السامبا الصغار في بطولة كوبا أمريكا للشباب (أقلّ من 20 سنة)، حيث كان هدّاف البطولة بتسعة أهداف، بفارق خمسة أهداف عن أقرب ملاحقيه.
ثمّ افتتح موسمه مع سانتوس بالمشاركة في بطولة باوليستا الإقليمية، حيث تمكّن من تسجيل 4 أهداف في المسابقة، آخرها كان الهدف الذي حسم به الفريق الفوز بالبطولة للمرة الثانية توالياً في المباراة النهائية التي واجه فيها نادي كورينثيانز في مايو 2011.
وفي الدوري البرازيلي تألّق نيمار بشكل لافت هذا الموسم، ووضع بصمته في عدّة مباريات حاسمة؛

ففي الـ28 من يوليو 2011 خاض نيمار مواجهة مثيرة ضد أسطورة كرة القدم البرازيلية رونالدينيو وفريقه فلامنغو برسم الأسبوع الثاني عشر من الدوري، ورغم تسجيل نيمار هدفاً رائعاً جداً في الدقيقة 26' من اللقاء (فاز عنه لاحقاً بجائزة بوشكاش) جعل فريقه يتقدّم بثلاثية نظيفة إلا أن الشوط الأول انتهى بالتعادل 3–3، بعد تمكّن رفقاء رونالدينيو من تسجيل ثلاثة أهدف في ظرف 16 دقيقة (سجل رونالدينيو أوّلها) عدّلوا بها النتيجة، ولم تقتصر الإثارة على الشوط الأول بل استمرّت في الثاني حينما سجل نيمار هدفاً رابعاً لفريقه وثانيا له شخصياً، إلا أن رونالدينيو ردّ عليه بثنائية –أكمل بها الهاتريك (3 أهداف)– قادت فريقه لتحقيق الفوز بنتيجة 5–4،

ثم ساهم يوم 21 أغسطس في فوز سانتوس على حساب باهيا بهدفين لواحد، حيث سجل الهدف الأول في اللقاء الذي أقيم في الأسبوع الثامن عشر من الدوري.

لكن تألّقه الأكبر في بطولة الدوري هذا الموسم كانت حينما انفجر في وجه نادي أتلتيكو باراناينسي يوم 29 أكتوبر 2011 في مباراة أقيمت لحساب الجولة الثانية والثلاثين، حيث قاد فريقه للفوز بنتيجة 4–1، مسجلاً الأهداف الأربعة (سوبر هاتريك).
 ثم ساهم في الأسبوع التالي (33) في فوز سانتوس على فريق فاسكو دا غاما يوم 6 نوفمبر، حيث سجل الهدف الأول من إجمالي هدفين نظيفين فاز بهما رفقاؤه على أحد الفرق المنافسة بشراسة على لقب الدوري.

وعلى الرغم من حلول فريقه سانتوس في المرتبة العاشرة في المسابقة، وبفارق 20 نقطة كاملة عن البطل، إلا أن نيمار تمكّن رغم ذلك من الفوز بجائزة أفضل لاعب في الدوري حسب تصويت الخبراء الذين اختارهم الاتحاد البرازيلي لتحديد أفضل لاعب في البطولة آنذاك. كما حلّ سابعاً بالتشارك في سباق هدّافي الدوري، بعد أن سجّل 13 هدفا.
تألّق نيمار هذا العام أيضاً في مسابقة دوري أبطال أمريكا الجنوبية (كوبا ليبيرتادوريس)، حيث استطاع بفضل مجهوداته الجبارة رفقة زملائه أن يظفر باللقب القاري للنادي، والذي كان غائباً عن خزائنه منذ قرابة نصف قرن من الزمن، وتحديداً من أيام الأسطورة بيليه أوائل ستينيات القرن العشرين.

وقد تألّق نيمار بشكل لافت في الأدوار الحاسمة للبطولة، حيث سجل 6 أهداف في المسابقة، جعلته في الترتيب الثالث على قائمة هدّافي البطولة، بفارق هدف وحيد عن هدافيْ البطولة، واضعاً بصمته في الأداور الهامة، حيث سجل في إياب ربع النهائي ضد فريق أونس كالداس ليقود فريقه للفوز في مجموع المباراتيْن 2–1، ويصعد بالتالي لنصف النهائي، الذي واجه فيه نادي سيرو بورتينيو البارغواياني، وهناك تألّق بشكل مُلفت أيضاً، حيث كان نجم مباراة الذهاب التي فاز فيها فريقه بهدف نظيف، صنعه هو بعد مجهود فردي رائع، حيث راوغ عدة لاعبين، ومرّر الكرة لزميله إيدو دراسينا الذي أودعها الشباك، ثمّ تألّق إياباً، بمشاركته في هدفين، وتسجيله ثالثاً في المباراة التي انتهت بالتعادل الإيجابي 3–3، ليصعد الفريق لمواجهة فريق بينيارول الأوروغوياني في نهائي المسابقة، وهناك تألّق نيمار في مباراة الإياب، حييث سجل هدفاً من أصل هدفيْن تَوَّجا سانتوس بطلاً للبطولة القارية الأهمّ. واختير نيمار بفضل أدائه أفضل لاعب في البطولة.
الفوز بالليبيرتادوريس أتاح لسانتوس المشاركة في بطولة كأس العالم للأندية 2011 والتي أُقيمت في اليابان شهر ديسمبر، حيث قابل رفقاء نيمار نادي كاشيوا ريسول الياباني في الدور نصف النهائي، واستطاع نيمار افتتاح النتيجة لفريقه بهدف جميل مهّد الطريق لانتصارهم بنتيجة 3–1، والتأهّل بالتالي للمباراة النهائية التي واجهوا فيها بطل أوروبا برشلونة الإسباني، وهناك اتجهت أنظار العالم لمواجهة النجم الأرجنتيني ليونيل ميسي؛ أفضل لاعب في العالم في العامين الأخيرين، ضد الجوهرة البرازيلية الصغيرة نيمار، حيث بات نيمار حديث الصحافة وحتى لاعبي الخصوم، بوصفه واجهة سانتوس الأبرز.

ورغم أن نيمار خسر المعركة أمام ميسي الذي انتصر ورفقاءه بنتيجة 4–0، إلا أن ذلك لم يمنعه من اعتلاء منصّات التتويج عالمياً بعدما اعتلاها قارياً، حيث فاز بالميدالية البرونزية كثالث أفضل لاعب في البطولة، خلف لاعبيْ برشلونة الفائز باللقب ميسي و‌تشافي.
توُّج نيمار في نهاية هذا العام بجائزة أفضل لاعب في أمريكا الجنوبية، بعد أن حصل على 130 صوتا من إجمالي الأصوات، ما جعله يُحطّم الرقم القياسي للجائزة في عدد الأصوات تاريخيا، ويُكمل بالتالي هيمنته على الألقاب الفردية المتاحة في القارة اللاتينية هذا الموسم، بعد تتويجه بجائزة أفضل لاعب في الدوري البرازيلي، وأفضل لاعب في كوبا ليبرتادوريس، هذا فضلاً عن حلوله في المرتبة العاشرة في ترتيب كرة الفيفا الذهبية لأفضل لاعبي العالم عام 2011، واختيار هدفه ضدّ فلامنغو في الدوري البرازيلي للفوز بجائزة بوشكاش لأفضل هدف في العام، والمقدمة من الفيفا.
في هذا الموسم لم يتوقّف الجدل حول مصير اللاعب، وربطه بالرحيل عن نادي سانتوس باتجاه أحد الأندية الأوروبية، حيث تحدّث رئيس النادي البرازيلي وقتها لويس ألفارو دي أوليفيرا ريبيرو عن 5 عروض أوروبية تلقّاها النادي من أجل الاستغناء عن خدمات اللاعب، وصرح بأن هذه العروض جاءت من ناديا تشيلسي و‌مانشستر سيتي الإنجليزييْن، إضافة لنادي أنجي محج قلعة الروسي، وقطبا الكرة الإسبانية؛ ريال مدريد و‌برشلونة.

وقد كان النجم البرازيلي المخضرم روبيرتو كارلوس وسيطاً من أجل إقناع اللاعب باختيار نادي أنجي بدلاً من برشلونة وريال مدريد الذيْن ارتبط بهما اللاعب أكثر من البقية، وقد ذكر كارلوس علانية بأنه أجرى محادثات مع اللاعب بهذا الصدد، بل وتطوّر الأمر حتى بالاتصال بنادي سانتوس بشكل رسمي وتقديم عرض لجلب اللاعب. لكن الإعلام ربط اللاعب أكثر بقطبيْ إسبانيا خلال هذه الفترة، فتمّ الحديث عن محادثات متقدّمة بين اللاعب و‌نادي برشلونة، محادثات ربما بلغ تداولها ذروته حينما تواجد الطرفان في اليابان من أجل بطولة مونديال الأندية الذي تواجها في مباراته النهائية، لدرجة أن بعض الصحف تحدّثت عن طلب نيمار من مدرب البارسا آنذاك بيب غوارديولا أن يأخذه للبارسا، لكن المفاوضات ربما كانت أكبر وأكثر جدّية بين اللاعب وغريم النادي الكاتلوني، فريق ريال مدريد، حيث تحدّثت وسائل إعلام عن تقدّم كبير في هذه المفاوضات، بل وحتى التأكيد على إتمام الصفقة وإجراء اللاعب للفحص الطبي الممهّد لانتقاله، الأمر الذي اضطرّ اللاعب للتحدث وإعلان نفي الخبر، كما جعل رئيس سانتوس ريبيرو يخرج للعلن ليُهدّد بمقاضاة النادي الملكي للاتحاد الدولي للعبة إن هو اتفق مع نيمار دون الرجوع للنادي الذي يمتلك عقده، وهو ما يعدّ مخالفة للقوانين، لكن ذلك الجدل كلّه خفت إلى حدٍّ بعيد حينما تمّ الإعلان عن توصّل سانتوس لاتفاق يقضي بتجديد اللاعب لعقده مع النادي حتى عام 2014، قاطعاً الطريق في وجه الأندية الراغبة في ضمّه، ومؤمّنا بقاء جوهرة الفريق معه ولو مؤقّتاً، وقال اللاعب بأنه فضّل البقاء مع فريقه الأمّ والتجديد من أجل طفله –الذي أنجبه قبل ذلك بأشهر– وسعادته، تجديدٌ وصل بموجبه راتب اللاعب لنحو 615 ألف يورو في الشهر، ليحتلّ المرتبة الـ12 في ترتيب أعلى أجور لاعبي الكرة وقتها حول العالم.

#### 2012: الأفضل في أمريكا الجنوبية
مع بداية هذا العام، وفي اليوم الذي كان يحتفل فيه ببلوغه سن العشرين –يوم 5 فبراير 2012– تمكّن نيمار من تسجيل هدفه رقم 100 في مسيرته كلاعب كرة قدم محترف (82 مع نادي سانتوس و18 مع المنتخب الوطني بفئاته المختلفة)، وذلك في مرمى نادي بالميراس في كامبيوناتو باوليستا الإقليمية.

ثم بعدها بأربعة أيام سجل ثلاثية (هاتريك) قاد بها فريقه للفوز على بوتافوغو اس بي بنتيجة 4–1، ثم واصل تألّقه في الفترة اللاحقة حيث تمكّن من تسجيل هدفين، واحد منها كان من 25 ياردة، وصنع اثنين آخرين ليقود فريقه لسحق بونتي بريتا بنتيجة 6–1. في 7 مارس 2012، سجل هاتريك في المباراة التي انتهت بفوز فريقه بنتيجة 3–1 في كأس ليبرتادوريس. في 29 مارس، سجل ثلاثية جديدة ضد نادي غواراتينغيتا في المباراة التي أنتهت بفوز فريقه بنتيجة 5–0. وفي المباراة التي كانت ضد ساو باولو في 29 أبريل 2012، سجل هاتريك لتنتهي المباراة بنتيجة 3–1. بعد ذلك، أحرز هدفين في مباراة الذهاب ومثلهما في الإياب لحساب نهائي كامبوناتو باوليستا 2012 ضد غواراني، ما قاد الفريق للفوز في مجموع المباراتين بنتيجة 7–2، وإحراز البطولة. للمرة الثالثة تواليا. وقاد اللاعب لإنهاء البطولة متربعا على عرش هدافيها برصيد 20 هدفا (منها ثلاث ثلاثيات)،
في 25 أغسطس 2012، سجل ثنائية قاد بها فريقه سانتوس للفوز بنتيجة 2–1 في كلاسيكو ساو باولو على حساب نادي بالميراس. ثم تألق في الثالث من نوفمبر، وسجل ثلاثية جديدة وصنع هدفا لفيليبي أندرسون، ليقود فريقه للفوز بنتيجة 4–0 على كروزيرو.

وقد ساهم في وصول الفريق لنصف نهائي كأس الليبيرنادوريس هذا الموسم، حيث كان هداف البطولة بثمانية أهداف (بالتساوي مع لاعب آخر)، واختير ضمن التشكيلة الأفضل في البطولة، كما تُوِّج في نهاية العام 2012 ببجائزة أفضل لاعب في أمريكا الجنوبية مجددا، ليحافظ على الجائزة للسنة الثانية على التوالي، بعدما اكتسح التصويت وحطّم الرقم القياسي للجائزة في عدد الأصوات المتحصل عليها، حيث حاز 199 صوتا (نحو ثلثي الأصوات)، بفارق 149 عن باولو غيريرو الثاني، كما اكتسح استفتاء صحيفة «يو إل أو» البرازيلية لأفضل لاعب برازيلي، حيث اختاره نسبة 89% من اللاعبين الذين شملهم الاستفتاء، متقدما على حساب الأسطورة رونالدينيو الذي حلّ ثانيا بنسبة 5%، واختارته أيضاً اللجنة الأولمبية البرازيلية أفضل لاعب برازيلي لذلك العام بعد مساهمته في فضية أولمبياد لندن مع المنتخب الأولمبي.

مع نهاية هذا الموسم كان نيمار قد تفوق على نفسه وحقق أفضل أرقامه التهديفية في موسم واحد، إذ تمكّن من تسجيل 43 هدفاً في 47 مباراة خاضها في كل المسابقات مع النادي، من ضمنها 8 أهداف قارية، ضُمت لـ13 هدفاً دولياً سجله مع منتخب البرازيل جعلته يحتل المركز الثاني برصيد 21 هدفاً في ترتيب هدافي سنة 2012 في تقرير الاتحاد الدولي لتاريخ وإحصاءات كرة القدم في المسابقات القارية والدولية، حيث حلّ مباشرة خلف الأرجنتيني ليونيل ميسي الذي سجل 25 هدفاً، ومتقدما على حساب البرتغالي كريستيانو رونالدو الذي سجل 18 هدفا.

ليدخل من جديد قائمة الفيفا المرشحة لجائزة الكرة الذهبية، والمكونة من 23 لاعباً هي الأفضل ذلك العام في العالم، وقد حل في المرتبة 13 في الترتيب النهائي للجائزة.

#### 2013: موسم وداع سانتوس
بدأ نيمار رفقة فريقه سانتوس رحلة بطولة باوليستا 2013 الإقليمية (دوري المحترفين على مستوى ولاية ساو باولو البرازيلية) بتسجيله هدفين في المباراة الأولى، التي انتهت بفوز فريقه بنتيجة 3–1 على ساو برناردو يوم 19 يناير 2013. وبعد أربعة أيام، ساهم في فوز فريقه على حساب بوتافوغو بتسجيله هدفاً ضمن ثلاثة أهداف قادت الفريق للفوز باللقاء بنتيجة 3–0. ثم قادهم يوم الثالث من فبراير للفوز على حساب الغريم ساو باولو بنتيجة 3–1، إذ تمكّن من تدوين هدف في تلك المباراة وصنع هدفين.
في يوم 18 مارس 2013، قال نيمار: «أحلم أن ألعب في أوروبا، لنادي كبير مثل برشلونة وريال مدريد وتشيلسي» لكنه قال أيضا: «ليس هناك ما يدعو إلى التكهنات عندما أغادر سانتوس، سأغادر عندما أريد»
وفي 13 أبريل سجل جميع الأهداف الأربعة، وسجل هدف آخر لكنه ألغي في المباراة التي قاد فيها فريقه سانتوس للانتصار بنتيجة 4–0 على أونياو باربارنسي في بطولة بوليستا. وقد كشف وكيله ووالده «نيمار الأب» يوم 25 أبريل، أن ابنه كان ينوي الذهاب إلى أوروبا قبل كأس العالم 2014.

لعب نيمار يوم 26 مايو عام 2013 آخر مباراة بقميص نادي سانتوس، الفريق الذي نشأ وبرز وترعرع فيه، وكانت ضد نادي فلامنغو، وقد بكى اللاعب أكثر من مرة خلال اللقاء، إذ لم يتمالك نفسه وبكى بشكل مطول، خاصة عندما قامت إحدى المغنيات بغناء أغنية له تفاعل معها الجمهور وهتفوا له وصرخوا باسمه.
وقد حلّ خلال هذه النسخة من بطولة الباوليستا في المركز الثاني في ترتيب هدافي البطولة، برصيد 12 هدفا، بفارق هدف واحد عن هداف المسابقة، وقد كانت تلك آخر مسابقة ينهيها رفقة فريق سانتوس الذي تركه في ذلك الصيف وتوجه لفريق برشلونة الإسباني.

### برشلونة
في يوم 24 مايو 2013، أعلن نادي سانتوس أن الفريق تلقى عرضين للتخلي عن نيمار، وفي اليوم التالي أعلن اللاعب بنفسه أنه سيوقع مع نادي برشلونة يوم 27 مايو، على أن ينضمّ لصفوف الفريق بعد اللعب في بطولة كأس القارات 2013 رفقة منتخب بلاده.

أعلن النادي الكاتلوني عن صفقة الانضمام في الأيام اللاحقة فعلاً، بعقد يمتد لخمس سنوات (حتى صيف 2018)، وأعلن اللاعب عن سعادته بالانضمام للفريق واللعب مع نجوم الفريق (من أمثال تشافي و‌إنييستا و‌ميسي)، وقد اختار النادي بعد مفاوضات شاقة، وحديث متداول عن تلقّي هذا الأخير منافسة شرسة من عدة أندية أوروبية رغبت في التوقيع معه، منها تشيلسي و‌بايرن ميونخ، إضافة لنادي ريال مدريد (الغريم الأزلي للبارسا)، الذي اعترف رئيسه فلورنتينو بيريز بمحاولة ضم اللاعب قبل توقيعه للنادي الكاتلوني.

يوم 3 يونيو، قدم اللاعب من بلاده البرازيل ووصل إلى برشلونة، وبعد اجتيازه الكشف الطبي الروتيني، تم تقديمه للجماهير، في ملعب الكامب نو أمام نحو 56.500 مشجع كاتلوني،
وقال حينها نائب رئيس النادي جوسيب ماريا بارتوميو إن الصفقة كلفت النادي 57 مليون يورو، لتُصبح ثاني أغلى صفقة معلَنة في تاريخ النادي وقتها، بعد صفقة السويدي زلاتان إبراهيموفيتش، وتم تحديد الشرط الجزائي للاعب عند 190 مليون يورو.
قُدّم نيمار للإعلام والجماهير بقميص غير مرقم، وعُرض هذا القميص في الأسواق وحقق مبيعات كبيرة، ثم جاء رحيل الإسباني تياغو ألكانتارا من البارسا إلى صفوف نادي بايرن ميونخ الألماني ليُتاح الرقم (11) للاعب ويُعلَن عن تخصيصه له، وهو الرقم الذي كان يرتديه رفقة فريقه السابق سانتوس، كما ارتداه رفقة منتخب بلاده مع الفئات السنية، وفي بعض الفترات مع المنتخب الأول، وقد ذكر لاحقا أنه الرقم المفضل لديه، وأنه يفضله حتى على حساب الرقم (10) الذي ارتداه في أغلب فتراته مع المنتخب، ومع باريس سان جيرمان، حتى بات رقمه المعتاد والمتعارف عليه.

#### التحقيق في قضية الانتقال

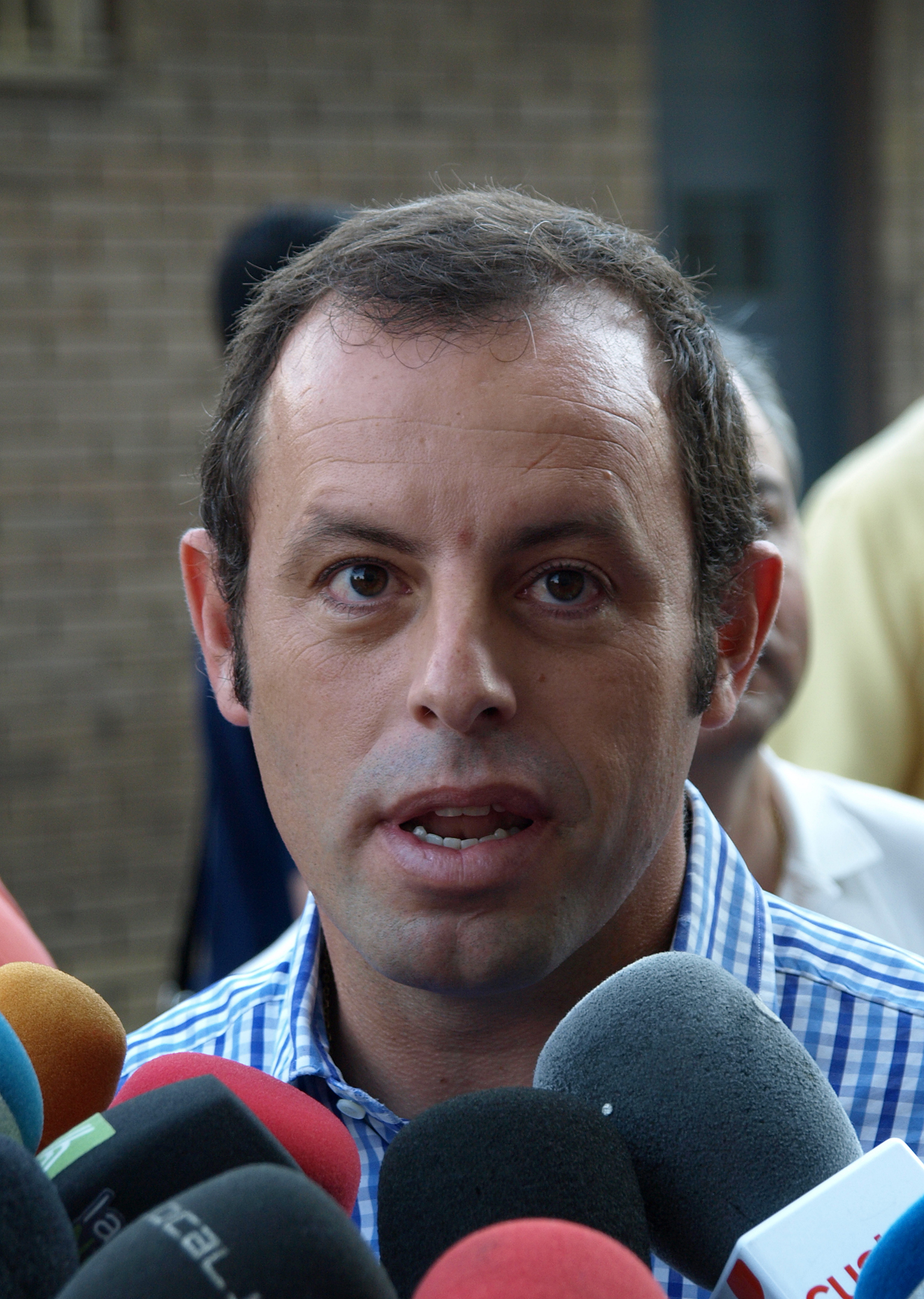
أزمة التحقيق في انتقال نيمار قادت رئيس نادي برشلونة آنذاك ساندرو روسيل للاستقالة، وقادته للسجن لاحقا

بعد أن أعلن برشلونة في البداية عند انتقال نيمار أن صفقة ضمه بلغت 57 مليون يورو فقط، لم تكتمل السنة قبل أن تبدأ الشبهات تحوم حول العملية، إذ اتّهَم مكتب المدعي العام في مدريد النادي واللاعب ووكيل أعماله بالتهرب الضريبي في الصفقة في شهر يناير 2014، وبعد يوم واحد من إعلان قاضي المحكمة قبول النظر في الدعوى المقدمة من أحد أعضاء النادي، ضد ما تضمنته الصفقة من شبهات حول تقديم «عقود وهمية»، أُعلن عن اجتماع طارئ لمجلس الإدارة خرج بعده الرئيس ساندرو روسيل في مؤتمر صحفي أعلن فيه استقالته من رئاسة النادي، وعزا الأمر لأسباب شخصية، وقال أنه تعرض لحملة انتقادات واسعة شملت تهديدات واتهامات وتهجما عليه وعلى عائلته، مع الإصرار رسميا أن المبلغ المدفوع من أجل الحصول على خدمات لم يتجاوز 57.1 مليون يورو، حيث دفع مبلغ 17.5 مليونا لنادي سانتوس، ونحو أربعين مليونا إلى شركة «إن أند إن» (المملوكة لوالد اللاعب ووكيل أعماله نيمار الأب)، لكنه تذرع بالسرية لعدم كشف تفاصيل الصفقة في وقتها.

في حين أشارت مصادر أخرى تستند إلى وثائق مسربة إلى أن المبلغ ناهز 95 مليون يورو على الأقل، في إطار صفقة معقدة شاركت فيها شركة تملك جزءا من حقوق اللاعب إضافة لنادي سانتوس الذي كان يمتلك نحو 55% من هذه الحقوق، وكذلك والد اللاعب الذي يشغل منصب وكيل أعماله، إذ تشير التسريبات إلى أن النادي الكاتلوني دفع 10 ملايين يورو لشركة «إن أند إن» التي يمتلكها والد نيمار عام 2011، في اتفاق أولي يضمن انتقال الأخير للبارسا عام 2014، ثم قرر الأخير حسم عملية التعاقد مع اللاعب وتقديم موعدها كي يتمكن من ضمه في مايو 2013، بعد سلسلة من العقود المعقدة.

واعتبر الادعاء العام أن برشلونة مَدين لسلطة الضرائب الإسبانية بملغ 9.1 ملايين يورو في الاتفاقين اللذين عقدهما من أجل ضم نيمار من سانتوس (اتفاق عام 2011 الأولي واتفاق الانتقال الرسمي عام 2013)، ورجح المدعي العام أن لا تقلّ كلفة شراء اللاعب الفعلية عن 82.743 مليون يورو على أقل تقدير.

ولم ينقضِ وقت طويل حتى خرج الرئيس جوسيب ماريا بارتوميو (الذي خلف روسيل المستقبل) ليعترف بدفع النادي مبلغ 86.2 مليون يورو لضم نيمار، وأكّد أن الفريق تستّر على القيمة الحقيقية بموجب اتفاق مع والد اللاعب، ولم يُفصح عنه إلا بعد موافقته، رغم تأكيد هذا الأخير على أنه حصل على مبلغ 40 مليون يورو المذكور فقط. مع تشديد الرئيس على سلامة موقف النادي من أي مخالفة ضريبية في الصفقة، قبل أن يُقرّر النادي في النهاية الاعتراف بالتهرّب الضريبي في عام 2016 والتعاون مع القضاء من أجل إغلاق الملف وحفظ ملف الدعوة المرفوعة ضد الرئيسين السابق ساندرو روسيل والحالي جوسيب ماريا بارتوميو الملاحقيْن من قبل النيابة العامة بسبب القضية.

وقد اتهمت المحكمة بارتوميو وروسيل والنادي الكاتالوني بارتكاب جنح ضريبية، واعتبرت روسيل المسؤول الأول عن الاحتيال الضريبي الذي حصل، ووجه له الادعاء العام فعلا تهمة اختلاس أربعين مليون يورو من الصفقة، وقضت المحكمة لاحقا بسجنه لمدة سبع سنوات، وسجن نائبه فترة الرئاسة وخلفه بعد الاستقالة بارتوميو لمدة سنتين وثلاثة أشهر، وذلك بتهمة القيام بجنح ضريبية متعلقة بقضية اللاعب، في حين طالبت نادي برشلونة بدفع تعويضات بقيمة 22.2 مليون يورو.

#### 2013–14: التأقلم في إسبانيا

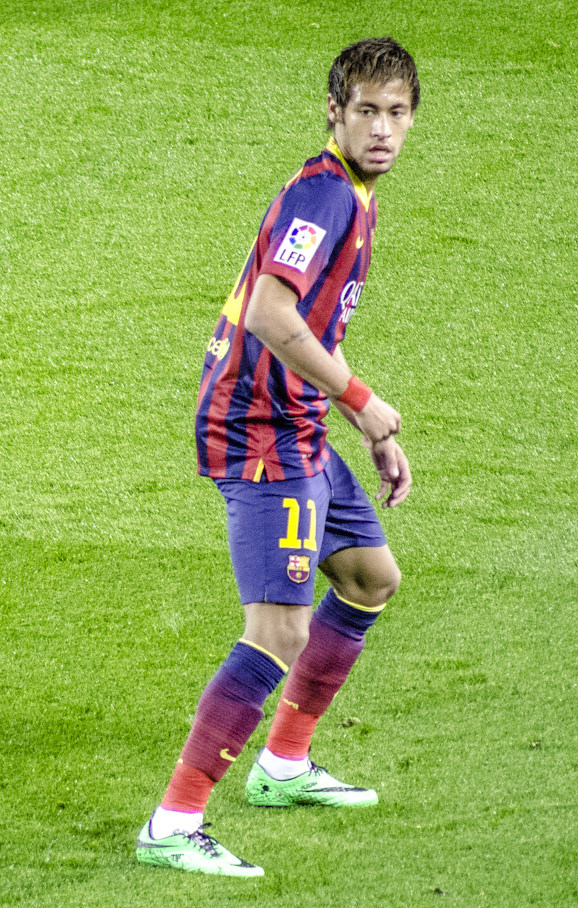
نيمار برفقة نادي برشلونة في مباراة ضد ألميرية في مارس 2014

لم يبدأ نيمار مع برشلونة الموسم مباشرة، حيث خضع في بداية شهر يوليو لعملية استئصال اللوزتين، كما كان يتعالج من أعراض فقر الدم (الأنيميا)، ما أدى لفقدانه عدة كليوغرامات من وزنه، وقد أشار طبيب النادي خلال الفحوصات الطبية الروتينية إلى أن وزن اللاعب أقل من الملائم، لكن اللاعب سرعان ما أكد لاحقاً أنه بخير، وقد شارك فعلاً في تدريبات النادي لأول مرك أواخر شهر يوليو، ولعب يوم الثلاثين من الشهر أول مباراة له بقميص البارسا، وكانت حينما لعب كبديل في مباراة غير رسمية ضد ليخيا غدانسك في المباراة التي أنتهت بالتعادل الإيجابي 2–2. وسجل هدفه الأول مع النادي في المباراة التي فازوا بها 7–1 ضد أساطير تايلاند في 7 أغسطس.
أول مباراة رسمية مع برشلونة كانت يوم 18 أغسطس 2013 برسم الجولة الافتتاحية لموسم الدوري الإسباني 2013–14 حيث دخل عند الدقيقة 63 بديلا عن التشيلي أليكسيس سانشيز في المباراة التي سحقوا فيها الضيف ليفانتي بنتيجة 7–0، وبعد ثلاثة أيام تمكّن من توقيع أول هدف رسمي له بقميص النادي الكتالوني في ذهاب بطولة كأس السوبر الإسباني 2013 ضد أتلتيكو مدريد، حيث شارك كبديل عن بيدرو، وتمكّن من التسجيل بعد سبع دقائق فقط، في المباراة التي انتهت بالتعادل الإيجابي 1–1، وتمت الإشادة بأداء اللاعب في المباراة، إذ عوّض غياب نجم الفريق ليونيل ميسي الذي خرج مصاباً بين شوطي المباراة، وتمكن الفريق لاحقاً من إحراز اللقب بسبب قانون أهداف خارج الديار بعد نهاية مباراة الإياب بالتعادل السلبي، ليفوز بأول ألقابه مع النادي الكتالوني.

في 18 سبتمبر، لعب أول مباراة له في دوري أبطال أوروبا، ومرر تمريرة حاسمة لجيرارد بيكيه حيث فاز برشلونة على أياكس 4–0 في المباراة الافتتاحية لبطولة دوري أبطال أوروبا 2013–14. وبعد ستة أيام، تمكّن تسجيل أول هدف له على ملعب الكامب نو، وهدفه الأول في الدوري الاسباني أيضاً، في المباراة التي فاز بها برشلونة 4–1 على ريال سوسيداد.

يوم 26 أكتوبر، كان نيمار على موعد مع مشاركته الأولى في الكلاسيكو، ضد الغريم الأزلي ريال مدريد، وكانت الأنوار مسلطة على منافسته مع الوافد الجديد للنادي الملكي أيضاً الويلزي غاريث بيل، حيث خطفت مواجهتهما الأولى الأنظار من المواجهة الأشهر في الكلاسيكو في تلك الأعوام، والتي جمعت الأرجنتيني ليونيل ميسي (من برشلونة) والبرتغالي كريستيانو رونالدو (من ريال مدريد)، وقد تفوق نيمار في اللقاء وخطف الأنظار من الجميع، إذ تمكن من تسجيل الهدف الافتتاحي في المباراة، وصنع الهدف الثاني لزميله ألكسيس سانشيز، ليقود فريقه للفوز في الكلاسيكو بنتيجة 2–1 في كامب نو،

في الحادي عشر من ديسمبر 2013، قصّ شريط أهدافه في البطولة الأعرق أوروبيا؛ دوري أبطال أوروبا، حينما سجل ثلاثية (هاتريك) قاد بها فريقه لسحق نادي سلتيك الأسكتلندي بنتيجة 6–1، ليقود الفريق الكاتلوني للتأهل متصدراً لمجموعته ويقطع بطاقة العبور نحو الأدوار الإقصائية للمسابقة. وقد سجل الثالثية المتتالية (لم يقطعها هدف من غيره) خلال 14 دقيقة فقط (44' و48' و58')، ليوقع واحدة من أسرع الثلاثيات في تاريخ المسابقة.

أنهى نيمار موسمه الأول بقميص البلوغرانا بتسجيل 15 هدفاً (9 منها في الدرري)، ضمن 41 مباراة خاضها مع الفريق، وحقق لقباً وحيداً هو السوبر المحلي في بداية الموسم.

#### 2014–15: الثلاثية والنجاح الفردي

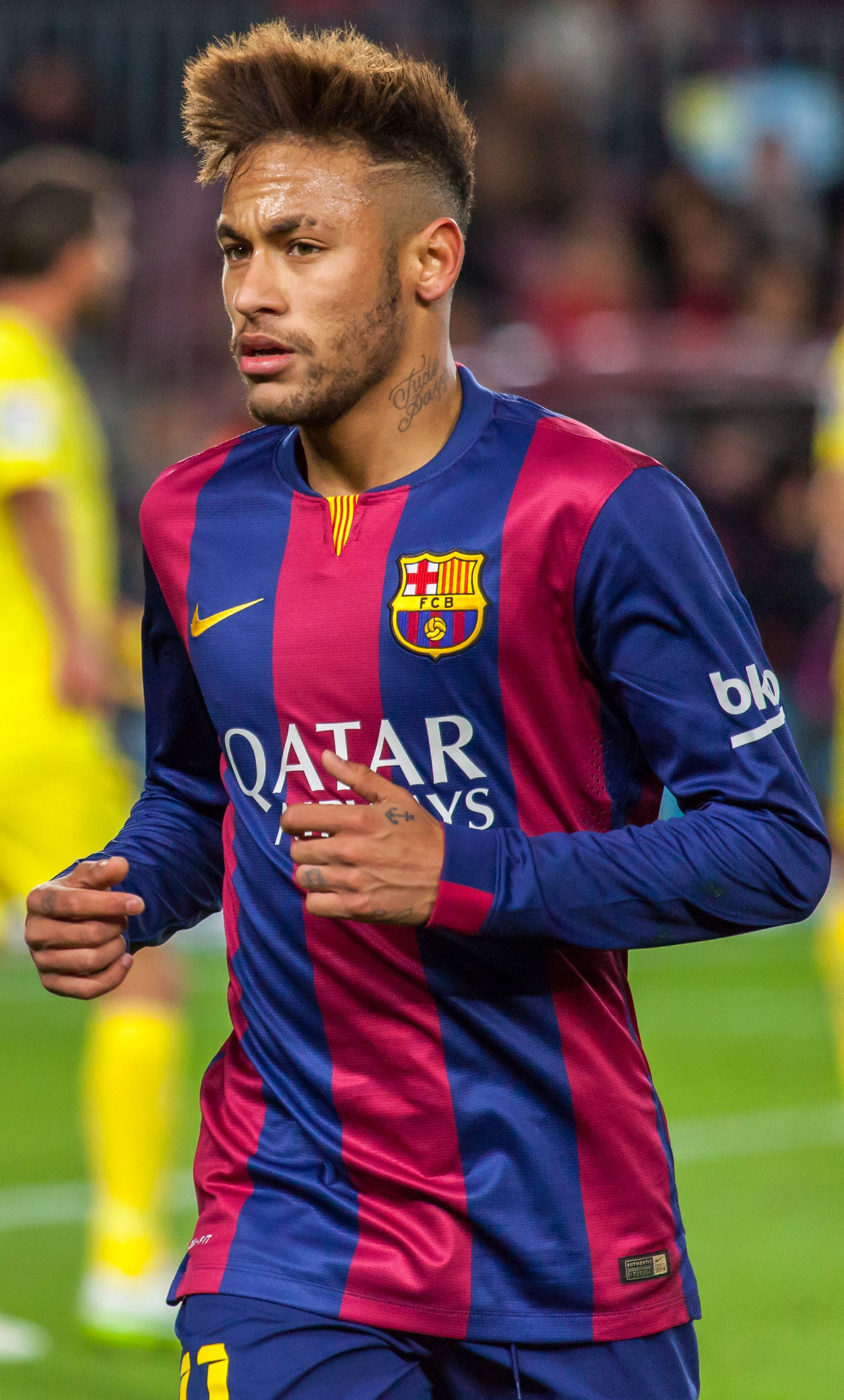
نيمار يلعب مع برشلونة ضد فياريال في الدوري الأوروبي، 1 فبراير 2015. افتتح نيمار التسجيل لفريقه في المباراة التي فاز بها برشلونة 3–2

في 13 سبتمبر 2014، وبعد دخولة كبديل، سجل أول هدفين له في موسم 2014–15، مما ساعد برشلونة للفوز على أتلتيك بيلباو 2–0. في 27 سبتمبر، سجل هاتريك ضد غرناطة في المباراة التي أنتهت بفوز فريقه 6–0، وسجل في مبارياته الثلاث التالية في الدوري الاسباني، بما في ذلك الهدف الافتتاحي في مباراة الكلاسيكو الذي خسره أمام ريال مدريد بنتيجة 1–3 على ملعب سانتياغو برنابيو.
في 24 يناير 2015، سجل هدفين وصنع هدفين آخرين في المباراة التي انتهت بفوز برشلونة 6–0 على إلتشي. وفي 28 يناير، سجل هدفه العشرين في الموسم بالمباراة التي فاز بها فريقع على أتلتيكو مدريد 3–2 في ربع نهائي كأس الملك. في 4 مارس، سجل نيمار هدفين في المباراة التي فازوا بها 3–1 في نصف نهائي كأس ملك إسبانيا على فياريال. في 21 أبريل، رفع رصيده ليصل إلى 30 هدف في الموسم بتسجيله هدفين في ربع نهائي دوري أبطال أوروبا ضد باريس سان جيرمان في المباراة التي انتهت لصالح فريقه بنتيجة 2–0 ليتأهل النادي الكتالوني لدور النصف النهائي من البطولة.
في مايو، وهو الشهر الأخير من الموسم، سجل نيمار الهدف الأخير في المباراة التي انتصروا فيها 3–0 ضد بايرن ميونخ في مباراة الذهاب من الدور نصف النهائي لدوري أبطال أوروبا على ملعب كامب نو. وبعد أسبوع، سجل أهداف فريقه في مباراة الإياب التي هُزموا فيها 3–2 على ملعب أليانز أرينا ليضمن برشلونة التأهل إلى نهائي دوري أبطال أوروبا 2015. كما أنه أفتتح التسجيل لفريقه من ضربة رأسية في المباراة التي فازو بها 2–0 في الدوري ضد ريال سوسيداد، وهي النتيجة التي منحت برشلونة التقدم بفارق أربع نقاط على ريال مدريد قبل نهائية الدوري بمباراتين. في 17 مايو وبعد حصولهم على لقب الدوري عندما فازوا بنتيجة 1–0 على أتلتيكو مدريد في ملعب فيسنتي كالديرون، فاز برشلونة على أتلتيك بيلباو 3–1 على ملعب كامب نو في نهائي كأس ملك إسبانيا 2015، وسجل هدف المباراة الثاني وكانت هذه المباراة في 30 مايو.
في 6 يونيو 2015، سجل الهدف الثالث لبرشلونة في نهائي دوري أبطال أوروبا في المباراة التي هزموا فيها بطل الدوري الإيطالي وكأس إيطاليا يوفنتوس بنتيجة 3–1 على الملعب الأولمبي في برلين، ليحقق النادي كأسه الخامسة في دوري أبطال أوروبا. هذا جعل برشلونة أول ناد في التاريخ للفوز بالثلاثية (الدوري المحلي، الكأس محلي والكأس القاري) مرتين. من الناحية الشخصية، أصبح اللاعب الثامن في تاريخ كرة القدم الذي يفوز بكأس ليبرتادوريس ودوري أبطال أوروبا، وأول لاعب يسجل في نهائي في المسابقتين.
أنهى نيمار الموسم بـ39 هدف في جميع المسابقات و 10 في دوري أبطال أوروبا، مما جعله هدّاف دوري أبطال أوروبا بالتشارك مع كريستيانو رونالدو وزميله ليونيل ميسي. وكان أول لاعب يحصل على هذا اللقب في عصر رونالدو وميسي منذ مواطنة كاكا في موسم 2006–07. وانهى الموسم ثلاثي هجوم برشلونة ميسي، سواريز ونيمار، والمعروف أختصار بـ"MSN"، بـ122 هدف، ليصبح أكثر ثلاثي في تاريخ الكرة الإسبانية يحقق هذا الرقم.

#### 2015–16: ثنائية محلية
بسبب وجود التهاب الغدة النكفية، غاب نيمار عن كأس السوبر الأوروبي 2015 وكأس السوبر الإسباني 2015. وفي 17 أكتوبر، سجل سوبر هاتريك (4 أهداف) في المباراة التي فاز بها برشلونة 5–2 على رايو فايكانو في الدوري الإسباني، ليصل مجموع أهدافه إلى ثمانية أهداف لهذا الموسم. وفي 21 نوفمبر، سجل هدف ومرر تمريرة حاسمة بالكعب لأندريس إنييستا في مباراة الكلاسيكو التي إنتصر بها برشلونة 4–0 على ريال مدريد. وفي 28 نوفمبر سجل هدفين في المباراة التي فاز بها برشلونة 4–0 على ريال سوسيداد، ليصل مجموع أهدافه إلى 14 هدفا في 12 مباراة بالموسم. وفي 30 نوفمبر، تم اختيار نيمار في القائمة المختصرة لكرة الفيفا الذهبية 2015 جنبا إلى جنب مع زميله ليونيل ميسي وكريستيانو رونالدو، وحصل على المركز الثالث. في 22 مايو 2016، سجل هدفا في الوقت الإضافي لبرشلونة في المباراة التي فازوا بها على إشبيلية 2–0 في نهائي كأس ملك إسبانيا على ملعب فيسنتي كالديرون، حيث احتفل النادي بالفوز بالثنائية المحلية للموسم الثاني على التوالي، بعد فوزهم بالثلاثية في الموسم السابق.

#### 2016–17: الموسم الأخير
في 13 أغسطس 2016، سجل هدف من ركلة حرة ومرر أربع تمريرات حاسمة في أولى مباريات برشلونة في دوري الأبطال والتي جمعته بسلتيك في الكامب نو انتهت بنتيجة 7–0. وفي يوم 8 مارس، كان لنيمار دورًا بطوليًا في عودة برشلونة ضد باريس سان جيرمان في إياب ثمن النهائي من دوري أبطال أوروبا (6–1) حيث تسبب في ركلة الجزاء التي سجل منها ميسي الهدف الثالث في الدقيقة 50، ثم سجل الهدف الرابع من خلال ركلة حرة مباشرة في الدقيقة 88، ثم سجل الهدف الخامس من ركلة جزاء في الدقيقة 91، ليصنع بعد ذلك هدف الفوز بتمريرة حاسمة لسيرجي روبيرتو في الدقيقة 95.
وأنهى الموسم بتسجيله 20 هدف وتحقيق كأس ملك إسبانيا مع برشلونة.

### باريس سان جيرمان
في 2 أغسطس 2017، أعلن نادي برشلونة عن رغبة نيمار في مغادرة النادي، وبعد ذلك بيوم واحد أُعلن عن فسخ عقده مع النادي، مع الشرط الجزائي والذي يبلغ 222 مليون يورو، والذي تكلف الفريق الفرنسي باريس سان جيرمان بدفعه، ليوقع بعدها عقدًا مع باريس سان جيرمان يمتد ل 5 سنوات ويحمل الرقم 10 هناك. وسجل هذا الانتقال الرقم القياسي الجديد لأغلى انتقال في تاريخ كرة القدم في ذلك الوقت، حيث تعدت قيمة الصفقة ضعف الرقم السابق المسجل في 2016 باسم الاعب بول بوغبا الذي انتقل لمانشستر يونايتد بمبلغ 105 مليون يورو. ولم يخل هذا الانتقال من ربط بالأحداث السياسية؛ حيث ربط محللون كرويون وسياسيون بين صفقة الانتقال الضخمة والأزمة الدبلوماسية القطرية مع بعض الدول العربية المجاورة. فمن الجدير بالذكر أن نادي باريس سان جيرمان مملوك لشركة قطر للاستثمار الرياضي، وهي إحدى أذرع الصندوق السيادي لقطر.

#### دعوى فسخ العقد
في 27 أغسطس 2017، قدم نادي برشلونة دعوى قضائية ضد نيمار، تطالب بإعادة مكافأة تجديد العقد التي حصل عليها فضلا عن 8.5 مليون يورو في الأضرار و 10٪ إضافية للمتأخرات. زعموا أنهم مدينون بالمال الذي حصل عليه نيمار كجزء من مكافأة التجديد عندما وقع عقدا جديدا في عام 2016. كما طلب النادي من باريس سان جيرمان أن يتحمل مسؤولية دفع الرسوم إذا لم يدفعها اللاعب بنفسه. وأعلن محامو نيمار أنهم يصارعون في القضية.

#### موسم 2017–18: الموسم الأول والثلاثية

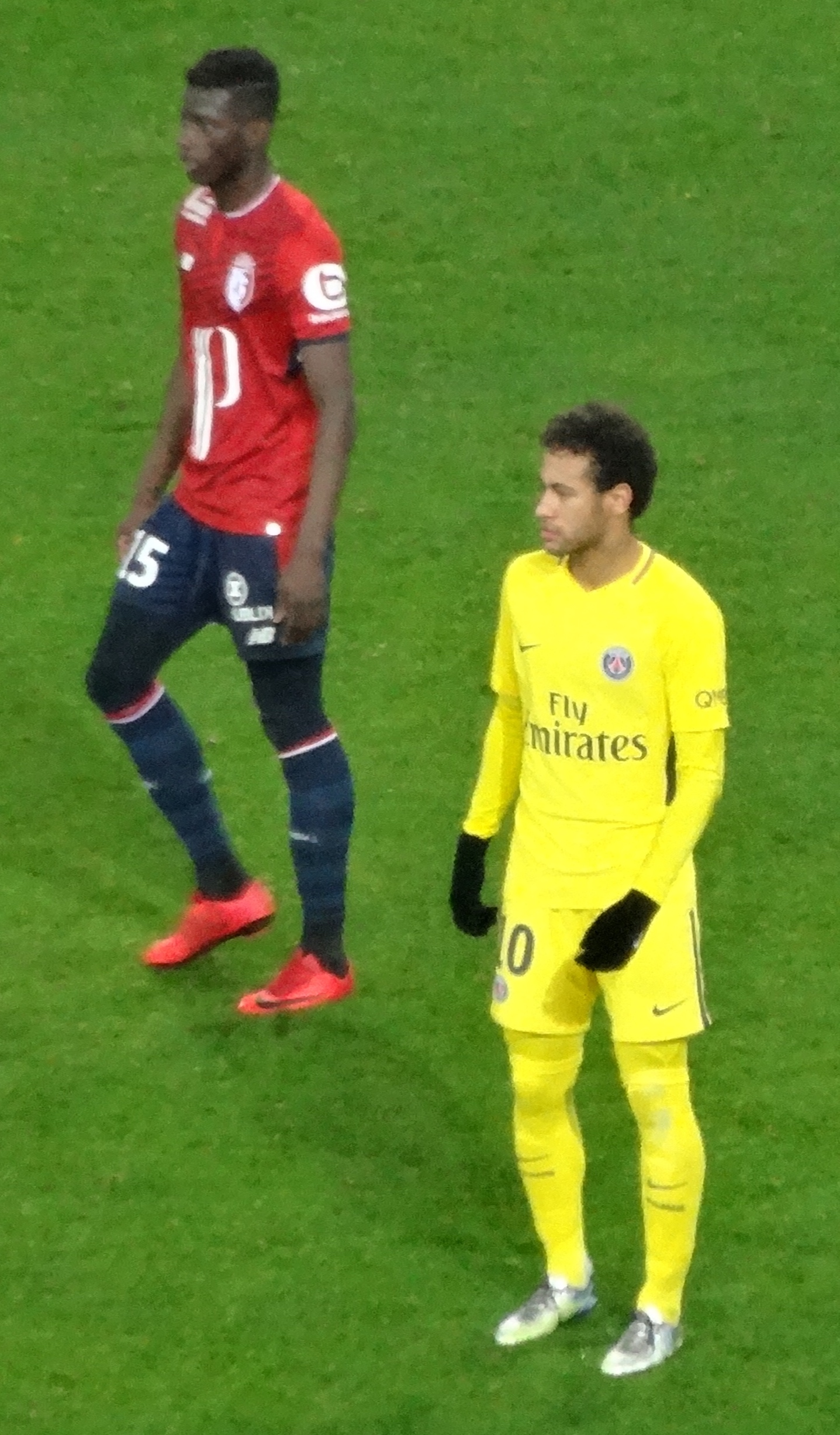
نيمار يلعب مع باريس سان جيرمان ضد ليل في فبراير 2018

لعب أول مباراة له مع باريس سان جيرمان في 13 أغسطس، وسجل هدف، في المباراة التي فاز بها باريس بنتيجة 3–0 على غانغون. وسجل هدفين في المباراة الثانية ضد تولوز. شكل نيمار ثلاثي هجومي خطير مع الفرنسي صاحب الـ19 عام كيليان مبابي والأوروغوياني إدينسون كافاني في المباراتين الافتتاحيتين في دوري أبطال أوروبا 2017–18 حيث فاز الفريق بنتيجة 5–0 على سلتيك و3–0 على بايرن ميونخ على التوالي. في 17 يناير 2018 سجل نيمار أول سوبر هاتريك (4 أهداف) له مع النادي الباريسي في مباراة الفوز الساحق 8–0 على ديجون.
خلال مباراة هزيمة أولمبيك مارسيليا 3–0 في 25 فبراير، تعرض نيمار لكسر في عظمة مشط القدم الخامسة في قدمه اليمنى. سافر إلى بيلو هوريزونتي وخضع لعملية جراحية ناجحة في قدمه.

#### موسم 2018–19: الإصابة ولقب دوري
في 12 أغسطس 2018، سجل نيمار الهدف الافتتاحي لباريس سان جيرمان في الدوري لموسم 2018–19 في مباراة الفوز 3–0 أمام كاين على ملعب بارك دي برينس. سجل نيمار من ركلة جزاء في المباراة التالية عندما فاز باريس 3–1 أمام غانغون في الدوري. في مباراة الدوري التالية، سجل كل من نيمار ومبابي وكافاني ثلاثة أهداف في المباراة التي فاز بها باريس على أنجيه 3–1 على أرضه، حيث سجل نيمار هدفه من تمريرة مبابي وصنع هدف كافاني الافتتاحي.
في 3 أكتوبر 2018، سجل نيمار هاتريك في المباراة التي فاز فيها 6–1 أمام النجم الأحمر بلغراد في مرحلة المجموعات بدوري أبطال أوروبا. عانى من إصابة في القدم في أواخر يناير 2019 مما جعله يغيب عن دور الـ16 في دوري أبطال أوروبا أمام مانشستر يونايتد. بعد أن قام اليونايتد بإقصاء باريس سان جيرمان، نشر نيمار منشور في إنستغرام يهاجم فيه مسؤولي تقنية الفار لمنحهم ركلة جزاء في الوقت المحتسب بدل الضائع إلى يونايتد. عاقب الاتحاد الأوروبي لكرة القدم نيمار بمنعه من المشاركة في ثلاث مباريات في دوري أبطال أوروبا للنسخة القادمة.
في 27 أبريل 2019، سجل نيمار في نهائي كأس فرنسا 2019 ضد رين، لكن رين عاد مرة أخرى وفاز بركلات الترجيح. بعد المباراة، ظهر نيمار على شريط فيديو وهو يوجه لكمة لمشجع على وجهه. كان المشجع يقوم بتصوير وإهانة لاعبي باريس سان جيرمان. صرح النادي الباريسي أنه يدعم نيمار "100٪" في الواقعة. اعترف نيمار أنه كان على خطأ، لكنه جادل بأنه لا هو ولا أي شخص آخر كان يمكن أن يبقى غير مبال. رد توماس توخل، مدرب باريس سان جيرمان: «ليس من السهل صعود المنصة بعد الهزيمة. [...] إذا خسرنا، يجب أن نظهر الاحترام. لا يمكنك الدخول في صراع مع الجماهير».

#### موسم 2019–20: الموسم المعلق والنهائي الأوروبي

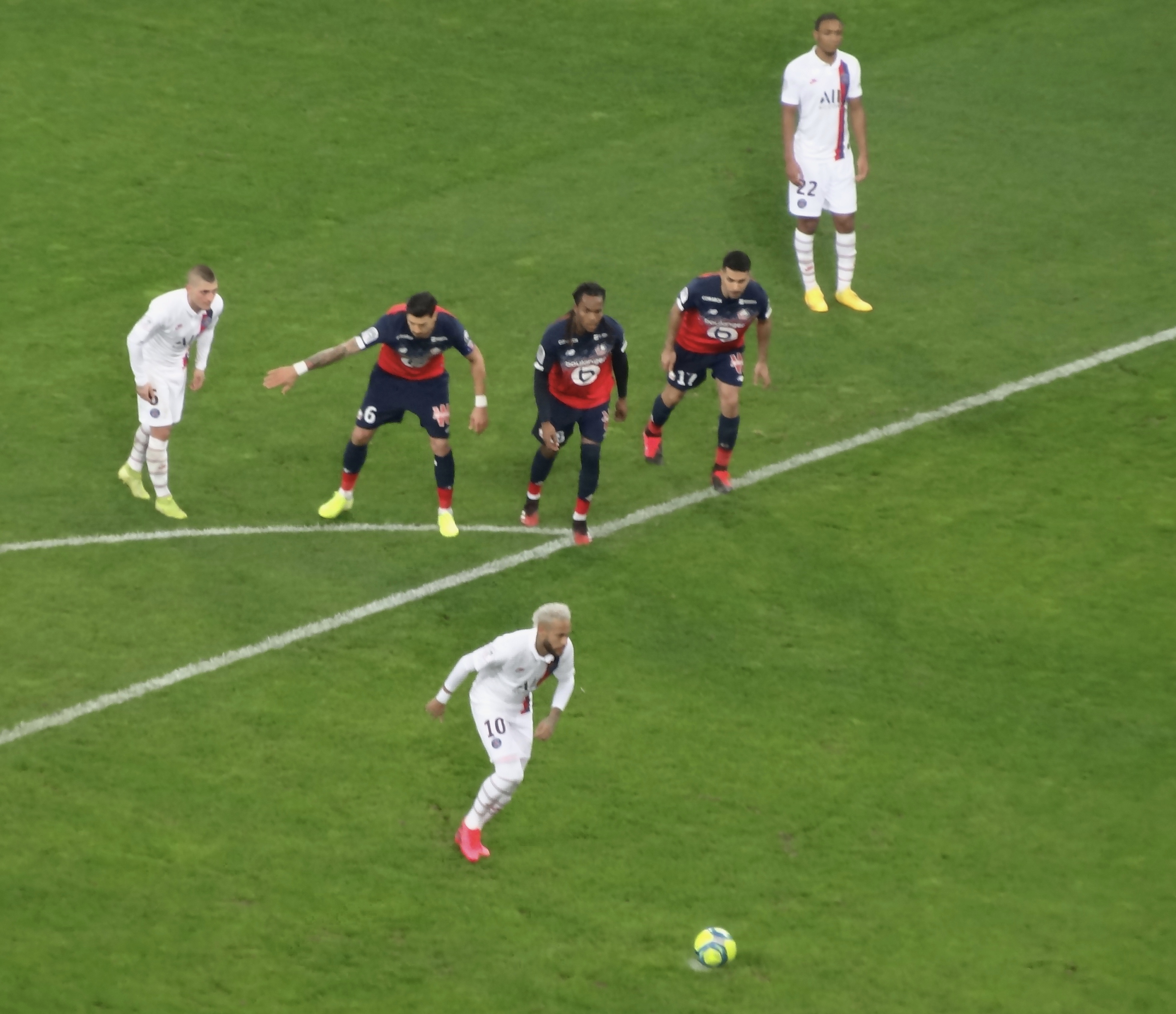
نيمار يستعد لتنفيذ ركلة جزاء ضد ليل خلال مباراة في الدوري الفرنسي في عام 2020

في يوليو 2019، تغيب نيمار عن التدريبات مع باريس سان جيرمان، حيث تحدث النادي عن إجراء تأديبي. قبل الموعد النهائي للانتقالات في أواخر أغسطس، وافق نيمار على البقاء في باريس سان جيرمان بعد انهيار المحادثات بشأن عدوته إلى برشلونة.
شارك نيمار في مباراة له مع باريس سان جيرمان في موسم 2019–20 في 14 سبتمبر 2019، في مباراة الفوز 1–0 على ستراسبورغ في الدوري. سجل هدف الفوز في الوقت بدل الضائع في الشوط الثاني من ركلة هوائية.
أصيب مرة أخرى هذا الموسم وعاد خلال مباراة دوري أبطال أوروبا هذا الموسم ضد ريال مدريد. في دور الـ16 من دوري أبطال أوروبا بهذا الموسم ضد بوروسيا دورتموند، سجل هدفًا حاسمًا خارج أرضه في مباراة الذهاب على الملعب الفيستفالي. في مباراة الذهاب، خسر فريقه 2–1 أمام دورتموند. في مباراة الإياب، هزم فريقه دورتموند وعاد من جديد لدوري أبطال أوروبا ليفوز بالمباراة بنتيجة 2–0 (3–2 في مجموع المباراتين). سجل من كرة رأسية من ضربة الزاوية التي نفذها أنخيل دي ماريا كما لعب رئيسي في الكرة التي سجل منها زميله خوان بيرنات الهدف الثالث في مجموع المباراتين.
فاز بلقب الدوري الثالث بعد أن تم منح باريس سان جيرمان اللقب حيث انتهى الموسم مبكرًا بسبب جائحة فيروس كورونا 2019–20. في 24 يوليو 2020، في أول مباراة رسمية لباريس سان جيرمان بعد الجائحة، سجل نيمار هدف فريقه الوحيد في مباراة الفوز 1–0 على سانت إتيان في نهائي كأس فرنسا، ليفوز بلقبه الثاني في كأس فرنسا مع النادي. في 31 يوليو، فاز باريس سان جيرمان بنهائي كأس الرابطة الفرنسية 2020 بنتيجة 6–5 في ركلات الترجيح على ليون، بعد التعادل 0–0 في الوقت الإضافي، والذي جعلهم يكملون الثلاثية المحلية، مع تسجيل نيمار إحدى ركلات الترجيح. في ربع نهائي دوري أبطال أوروبا ضد أتالانتا في 12 أغسطس، صنع هدف التعادل في الوقت بدل الضائع في مباراة الفوز 2–1. في نصف النهائي ضد آر بي لايبزيغ، صنع هدفين في الفوز 3–0، مما جعل باريس سان جيرمان يصل إلى نهائي دوري أبطال أوروبا لأول مرة في تاريخه؛ خسر باريس سان جيرمان في النهائي 1–0 أمام بايرن ميونخ في 23 أغسطس.

#### موسم 2020–21: مشاجرةلو كلاسيك
غاب نيمار عن المباراة الأولى لموسم 2020–21 بسبب إصابته بمرض فيروس كورونا قبل أسبوع؛ وخسر باريس سان جيرمان المباراة أمام لانس بنتيجة 1–0. ومع ذلك، عاد إلى التدريبات قبل مباراة مارسيليا في 13 سبتمبر 2020. خسر باريس سان جيرمان لو كلاسيك لأول مرة منذ 2011 حيث انتصر ليون 1–0 في مباراة كان فيها 14 بطاقة صفراء و5 بطاقات حمراء وزعها الحكم، بما في ذلك بطاقة حمراء لنيمار. شارك في مشاجرة مع ألفارو غونزاليس في الدقيقة 97 من المباراة، في خضم مشاجرة اندلعت بين لاعبي باريس سان جيرمان وليون. قال نيمار أنه تعرض لإساءات عنصرية من قبل ألفارو، وبعدها تم طرده لضربه مؤخرة رأس ألفارو.
في أعقاب ذلك، رد نيمار عبر وسائل التواصل الاجتماعي، حيث نفى المدافع الإسباني قول أي تعليقات عنصرية خلال المباراة. في 16 سبتمبر 2020، تم إيقاف نيمار مباراتين بسبب أفعاله. كما بدأت رابطة دوري كرة القدم للمحترفين الفرنسية التحقيق في التعليقات العنصرية المزعومة التي أدلى بها ألفارو. قبل عدة أيام من القرار الذي اتخذه الدوري الفرنسي، زعمت محطة الإذاعة الإسبانية Cadena SER أن لديها لقطات لنيمار وهو يسيء عنصريًا للاعب ليون هيروكي ساكاي. في 30 سبتمبر، قررت رابطة دوري كرة القدم للمحترفين الفرنسية عدم تلقي كل من ألفارو ونيمار أي إيقاف، لأن الأدلة على أخطائهم لم تكن كافية. بالإضافة إلى ذلك، في اليوم التالي للحُكم، أنكر ساكاي على وسائل التواصل الاجتماعي أن نيمار أدلى بتعليقات عنصرية تجاهه.
سجل نيمار أول هدفين له هذا الموسم في مباراة الفوز 6–1 على أنجيه في 2 أكتوبر 2020. دخل قائمة الهدافين العشرة الأوائل في تاريخ باريس سان جيرمان من خلال هدفه ذاك، ليسجل هدفه رقم 72 مع النادي، مما جعله يعادل رقم راي. في 28 أكتوبر، تعرض نيمار لإصابة في العضلة المقربة في مباراة أمام إسطنبول باشاكشهر، وغادر الملعب بعد 26 دقيقة من اللعب. عاد كبديل في مباراة الخسارة 3–2 ضد موناكو في 20 نوفمبر، وسجل هدفه الأول بعد تعافيه من إصابته في الفوز 1–0 على آر بي لايبزيغ في دوري أبطال أوروبا في 24 نوفمبر
في 28 نوفمبر 2020، سجل نيمار هدفه الخمسين في الدوري الفرنسي من ركلة جزاء في مباراة تعادل باريس سان جيرمان 2–2 أمام بوردو. جعله هذا أسرع لاعب في تاريخ النادي يصل إلى 50 هدفًا في الدوري، حيث فعل ذلك في 58 مباراة فقط. بعد أربعة أيام في 2 ديسمبر 2020، سجل ثنائية في مباراة الفوز 1–3 في دوري أبطال أوروبا أمام مانشستر يونايتد. في المباراة الأخيرة لفريق باريس سان جيرمان، سجل نيمار ثالث هاتريك في مسيرته في دوري أبطال أوروبا ضد إسطنبول باشاكشهر، حيث فاز فريقه 5–1 وتأهل لمرحلة خروج المغلوب بصفته متصدر المجموعة. أصبح أول لاعب في تاريخ كأس أوروبا ودوري أبطال أوروبا يسجل 20 هدفًا لناديين مختلفين، حيث سجل 21 هدفًا لبرشلونة في 40 مباراة، و20 هدفًا لباريس سان جيرمان في 25 مباراة.
في مباراة الخسارة 0–1 أمام ليون في 13 ديسمبر، تعرض نيمار لإصابة في الكاحل بعد تدخل من تياغو مينديز، وكان لا بد من إبعاده عن الملعب. وتجنب حدوث كسر، لكن تم استبعاده من اللعب لمدة ثلاثة أسابيع بسبب التواء. أثبتت عودته بعد شهر واحد بالضبط من إصابته، في 13 يناير 2021، في الفوز 2–1 على منافسه مارسيليا في كأس الأبطال الفرنسي، حيث سجل نيمار هدف الفوز من ركلة جزاء. تعرض لإصابة في المقرب الأيسر في الفوز 1–0 في الكأس أمام كاين في 10 فبراير، مما أدى إلى استبعاده لمدة أربعة أسابيع. في 21 مارس، عاد إلى اللعب، حيث حل بديلاً في مباراة الفوز 4–2 في الدوري على ليون.
في دوري أبطال أوروبا 2020–21، تم إقصاء باريس سان جيرمان من قبل مانشستر سيتي في الدور نصف النهائي. كان نيمار غائباً عن هزيمة باريس سان جيرمان لبرشلونة، لكنه كان حاضراً في كل من مباراتي ربع النهائي ضد بايرن ميونخ ومواجهتي نصف النهائي ضد مان سيتي. في 8 مايو، مدد عقده مع باريس سان جيرمان حتى عام 2025.

#### 2021–22: وصول ميسي
في 10 أغسطس 2021، وقع ليونيل ميسي زميل نيمار السابق في برشلونة مع باريس سان جيرمان. في 29 أغسطس، شارك نيمار لأول مرة هذا الموسم، حيث كان لعب كأساسي في الفوز 2–0 على ريمس. استبدل ميسي نيمار في الدقيقة 66 من المباراة، ليشارك لأول مرة مع النادي الفرنسي.

### الهلال
في 14 يوليو ، خضع نيمار للفحص الطبي لينضم إلى نادي الهلال السعودي. يُذكر أن الصفقة كانت بمبلغ 90 مليون يورو لموسمين. في 15 سبتمبر، ظهر لأول مرة في المباراة التي انتهت بفوز فريقه على نادي الرياض بنتيجة 6-1، حيث خرج من مقاعد البدلاء وقدم تمريرة حاسمة لهدف لمالكوم. في 3 أكتوبر، سجل نيمار هدفه الأول للنادي في المباراة التي فازوا بها 3–0 خارج أرضه على ناساجي مازاندران في مباراة في مرحلة المجموعات بدوري أبطال آسيا.
في 18 أكتوبر 2023، أُعلن أن نيمار سيخضع لعملية جراحية بعد تعرضه لتمزق في الرباط الصليبي الأمامي والغضروف المفصلي في ركبته اليسرى أثناء قيامه بالواجب الدولي مع منتخب بلاده البرازيل في تصفيات كأس العالم 2026.

### العودة إلى سانتوس
في 30 يناير 2025، أعلن نيمار عبر حساباته على مواقع التواصل الاجتماعي أنه سيوقع عقدًا مع ناديه سانتوس.
في اليوم التالي، أكد نادي سانتوس رسميًا عودته.

## مسيرته الدولية

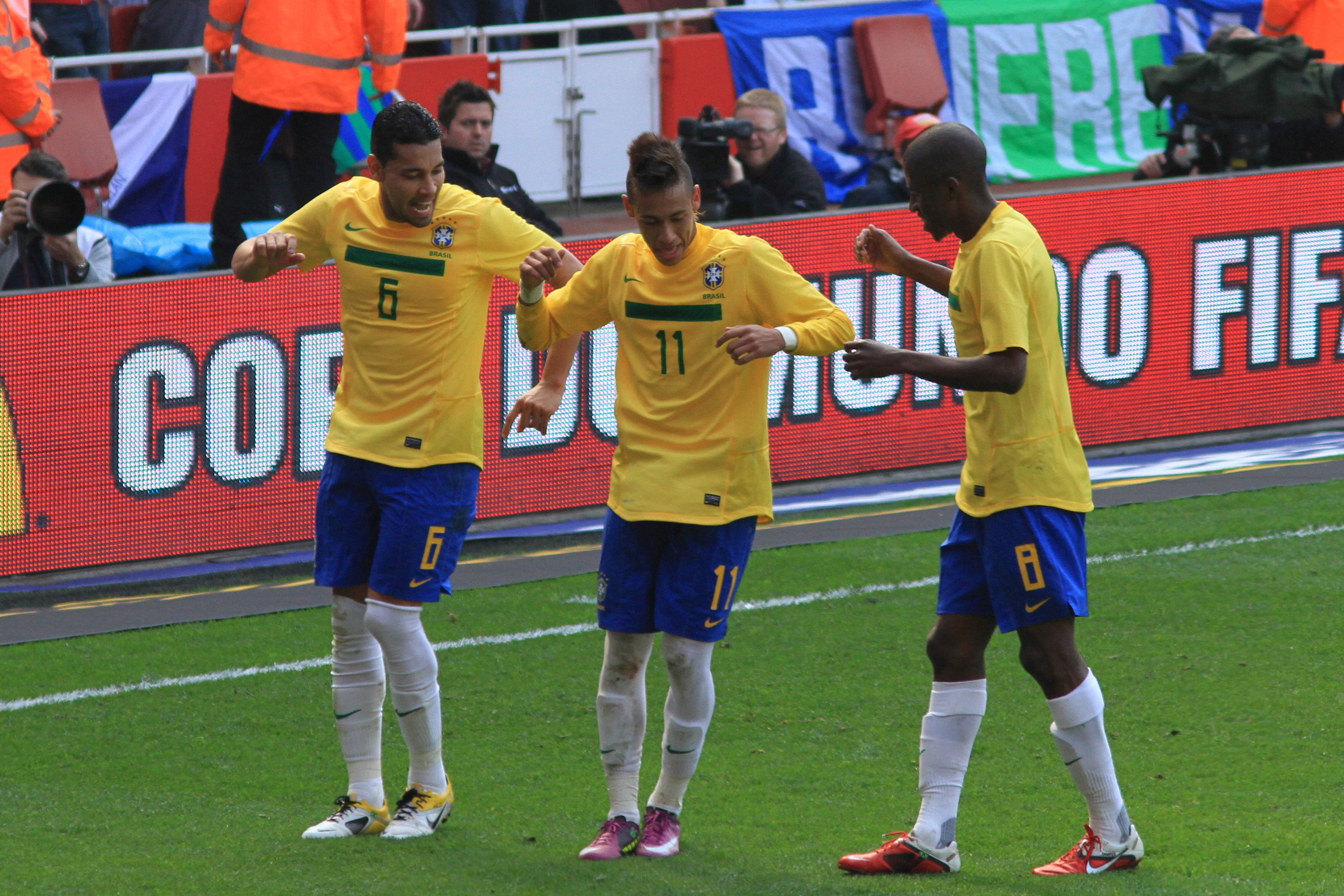
نيمار يحتفل بهدفه مع البرازيل ضد اسكتلندا، في 27 مارس 2011، مع أندري سانتوس وراميريز.

بعد أداء نيمار في كأس العالم تحت 17 سنة 2009 والذي سجل فيه هدفًا في المباراة الافتتاحية ضد اليابان، وتألّقه رفقة نادي سانتوس على مستوى الأندية، تعالت الأصوات المطالِبة بإدارج اسم نيمار ضمن قائمة المنتخب البرازيلي الأول، الذي كان يستعدّ للمشاركة في مونديال 2010 الذي أُقيم في جنوب أفريقيا، إلاّ أن مدرب راقصي السامبا آنذاك دونغا رفض استدعاءه. لكن بعدم قدوم مانو مينيزس المدير الفني الجديد لمنتخب البرازيل، قام باستدعاء نيمار لقائمة الفريق المستعد لمباراة ودية أمام المنتخب الأمريكي في 26 يوليو 2010 لتكون أولى مبارياته الدولية مع المنتخب الأول. نجح في تسجيل هدفه الأول مع المنتخب حينما سدد كرة برأسه عند الدقيقة الثامنة والعشرون اثر عرضية من أندري سانتوس لتنتهي المباراة بفوز البرازيل بنتيجة 2–0.

### بطولة أمريكا الجنوبية للشباب وكوبا أمريكا 2011
كان نيمار هداف بطولة أمريكا الجنوبية للشباب تحت 20 سنة عام 2011 بتسعة أهداف، منها اثنان في المباراة النهائية، في المباراة التي فاز بها منتخب البرازيل ينتيجة 6–0 على أالأوروغواي.
كما شارك في كوبا أمريكا 2011 في الأرجنتين، حيث سجل هدفين في الجولة الأولى ضد الإكوادور. وقد اختير «رجل المباراة» في مباراة البرازيل الأولى ضد فنزويلا، التي انتهت بالتعادل 1–1. تم إقصاء على البرازيل من الدور ربع النهائي في ركلات الجزاء الترجيحية على يد الباراغواي (2–2)، مع خروج نيمار في الدقيقة 80.

### الألعاب الأولمبية الصيفية 2012 وأول هاتريك

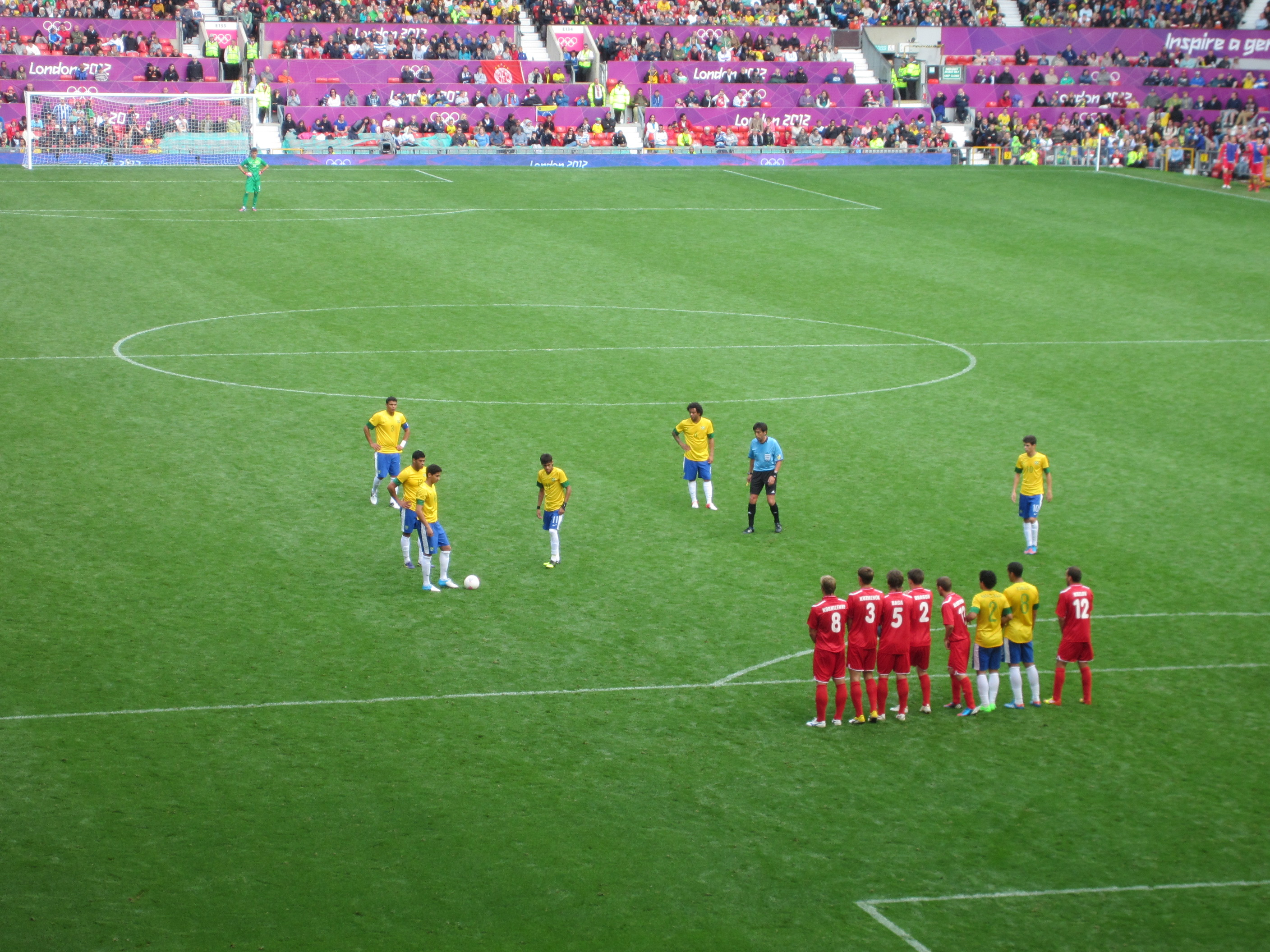
نيمار يستعد لتسديد ركلة حرة ضد بيلاروسيا على ملعب أولد ترافورد خلال الألعاب الأولمبية الصيفية 2012.

في 11 مايو 2012، تم اختيار نيمار لمنتخب البرازيل المشارك في الألعاب الأولمبية الصيفية 2012. في المباريات التحضرية للبطولة في 20 يوليو 2012، ضد الدولة المضيفة بريطانيا العظمى على ملعب ريفرسايد، شارك في كلا هدفي الفوز 2–0.
في 26 يوليو 2012، سجل هدفه الأول في دورة الألعاب الأولمبية الصيفية 2012 في المباراة الافتتاحية ضد مصر، التي انتهت بفوز البرازيل بنتيجة 3–2. في المباراة التالية ضد بيلاروس في أولد ترافورد في مانشستر، سجل ركلة حرة من 25 ياردة في الزاوية العلوية اليمنى من المرمى، كما حصلوا على مقعد في الدور ربع النهائي بفضل فوزهم بنتيجة 3–1. بعد ذلك قال: «سجلت وقدمت مساعدتين لذلك بالنسبة لي كانت مباراة مثالية».
في 5 أغسطس 2012، في مباراة ربع النهائي ضد هندوراس، سجل هدف من ركلة جزاء، مما ساعد البرازيل على الفوز بنتيجة 3–2 في سانت جيمس بارك وحجز مكانا في الدور نصف النهائي. وفي 11 أغسطس، خسرت البرازيل 2–1 أمام المكسيك في المباراة النهائية في ملعب ويمبلي في لندن.
سجل أول هاتريك دولي له في 10 سبتمبر 2012، في المباراة التي فازوا بها بنتيجة 8–0 على الصين على ملعب لا أرودا في ريسيفي. في 19 سبتمبر، سجل هدف الفوز ضد الأرجنتين في المباراة التي فازوا فيها بنتيجة 2–1 وفي المباراة الأولى من بطولة سوبر كلاسيكو أمريكا 2012 على ملعب دو غوفرنو دو إستادو دي غوياس في غويانيا، البرازيل.

### كأس القارات 2013

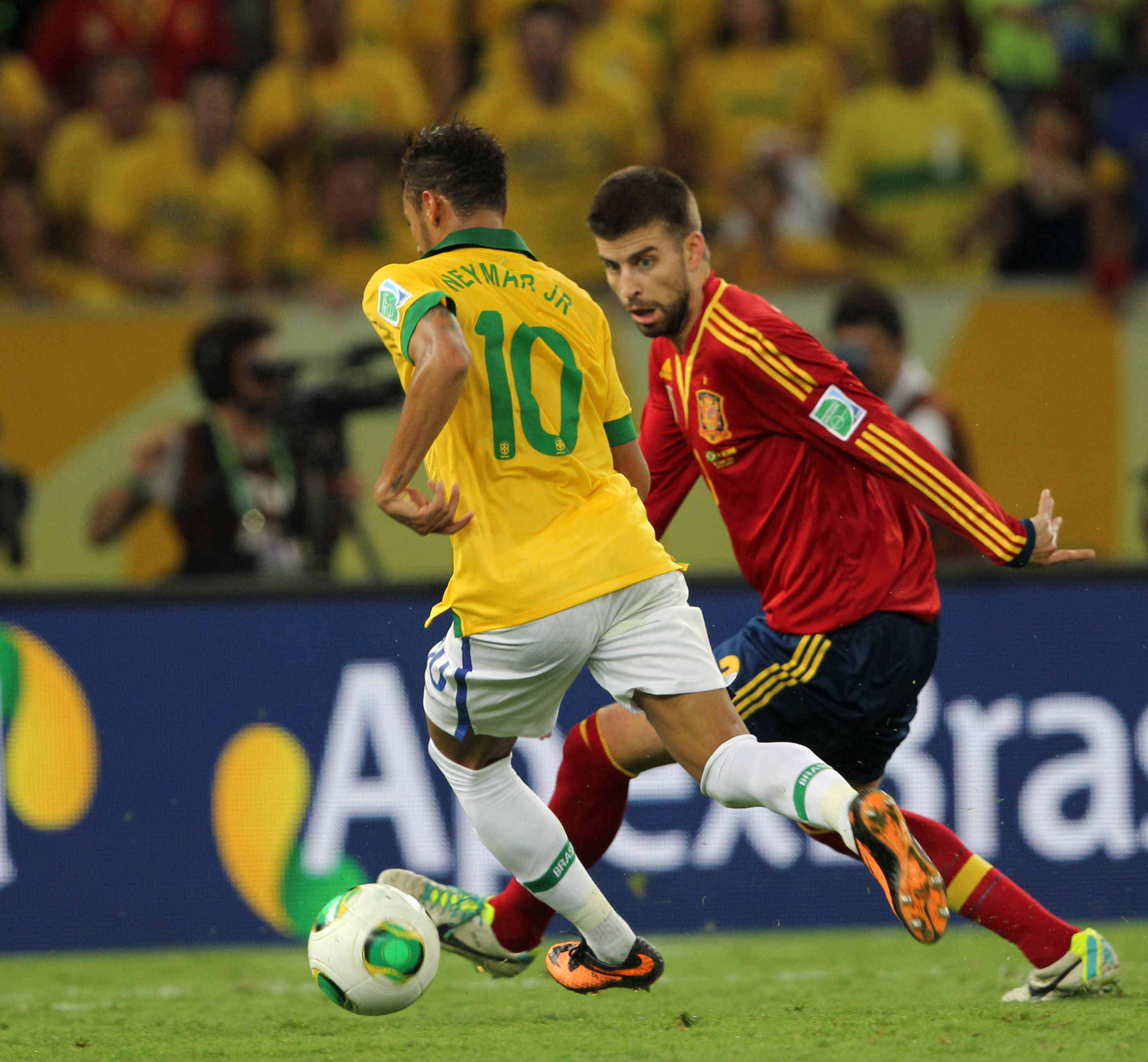
نيمار يلعب ضد الإسباني جيرارد بيكيه في نهائي كأس القارات 2013.

تم اختيار نيمار كجزء من تشكيلة لويس فيليبي سكولاري البرازيلية لكأس القارات 2013 على أرضهم. أما بالنسبة للبطولة، فقد أتدى القميص رقم 10 الشهير، بعد أن كان يرتدي سابقا 11.
سجل الهدف الأول في البطولة في المباراة التي فازوا بها بنتيجة 3–0 على اليابان في ملعب ماني غارينشا الوطني في 15 يونيو. في المباراة الثانية، سجل هدف بعد تسع دقائق، وانتهت المباراة بفوز البرازيل بنتيجة 2–0 على المكسيك. وسجل في المباراة الثالثة على التوالي، من ركلة حرة قوية من حافة منطقة الجزاء، حيث فازت البرازيل على إيطاليا 4–2، وحصل على جائزة أفضل رجل في المباراة لثالث مباراة على التوالي.
في 30 يونيو، شارك في هدف فريد الأول ثم سجل الهدف الثاني، وانتهت المباراة بفوز البرازيل بنتيجة 3–0 على إسبانيا. وحصل على جائزة الكرة الذهبية كأفضل لاعب في البطولة.

### كأس العالم 2014

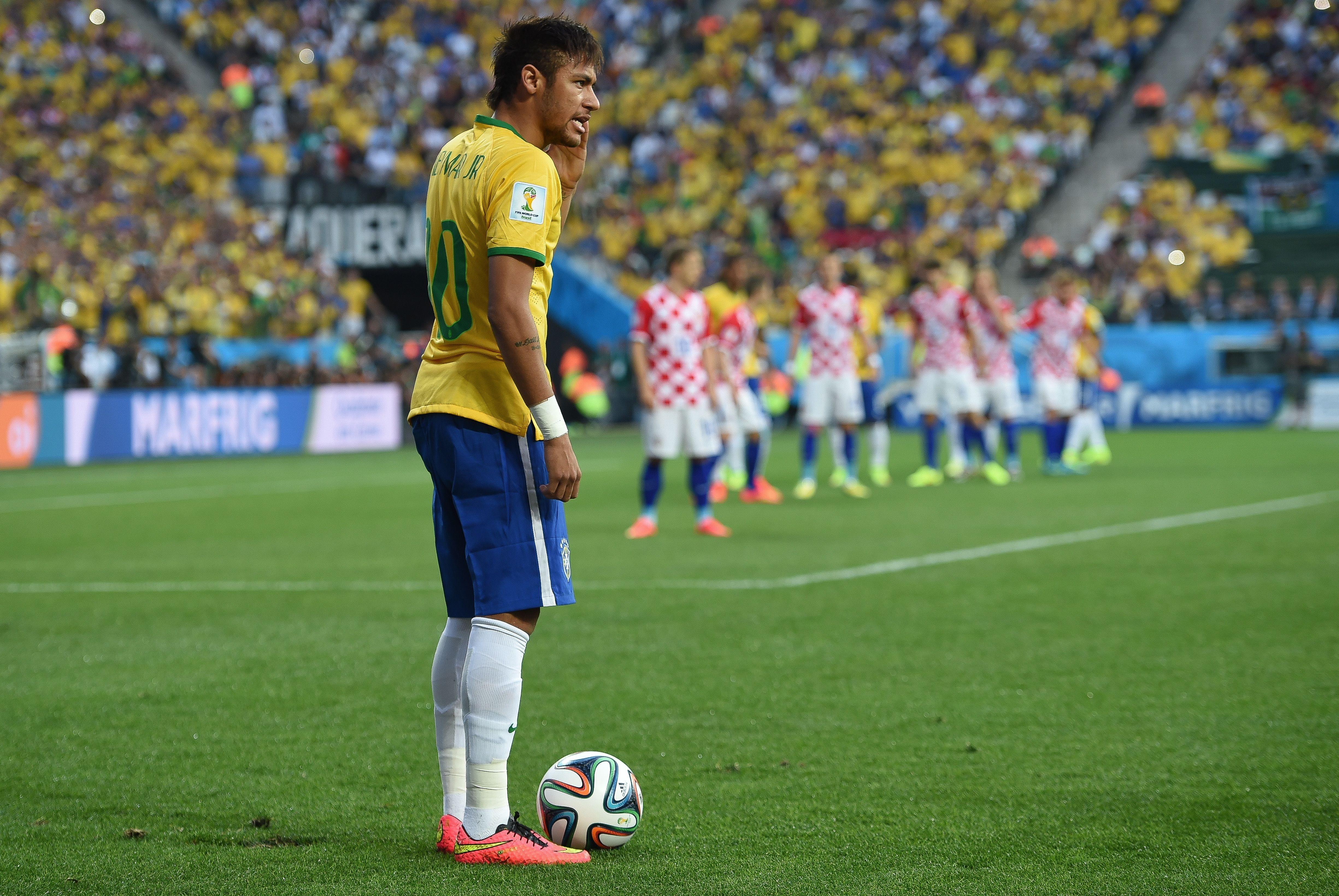
نيمار يستعد لتنفيض ركلة حرة خلال المباراة الافتتاحية للبرازيل في كأس العالم 2014 ضد كرواتيا.

في 2 يونيو 2014، تم استدعاء نيمار للمشاركة مع منتخب البرازيل في كأس العالم 2014. وذهب إلى البطولة، حيث كان نجم المنتخب، وهو الرجل المتوقع أن يقود البرازيل بكأس العالم لتحقيق اللقب السادس على أرضهم. قبل أسبوع من المباراة الافتتاحية للفريق، سجل هدف وصنع هدفين في المباراة الودية التي فازوا بها بنتيجة 4–0 على بنما.

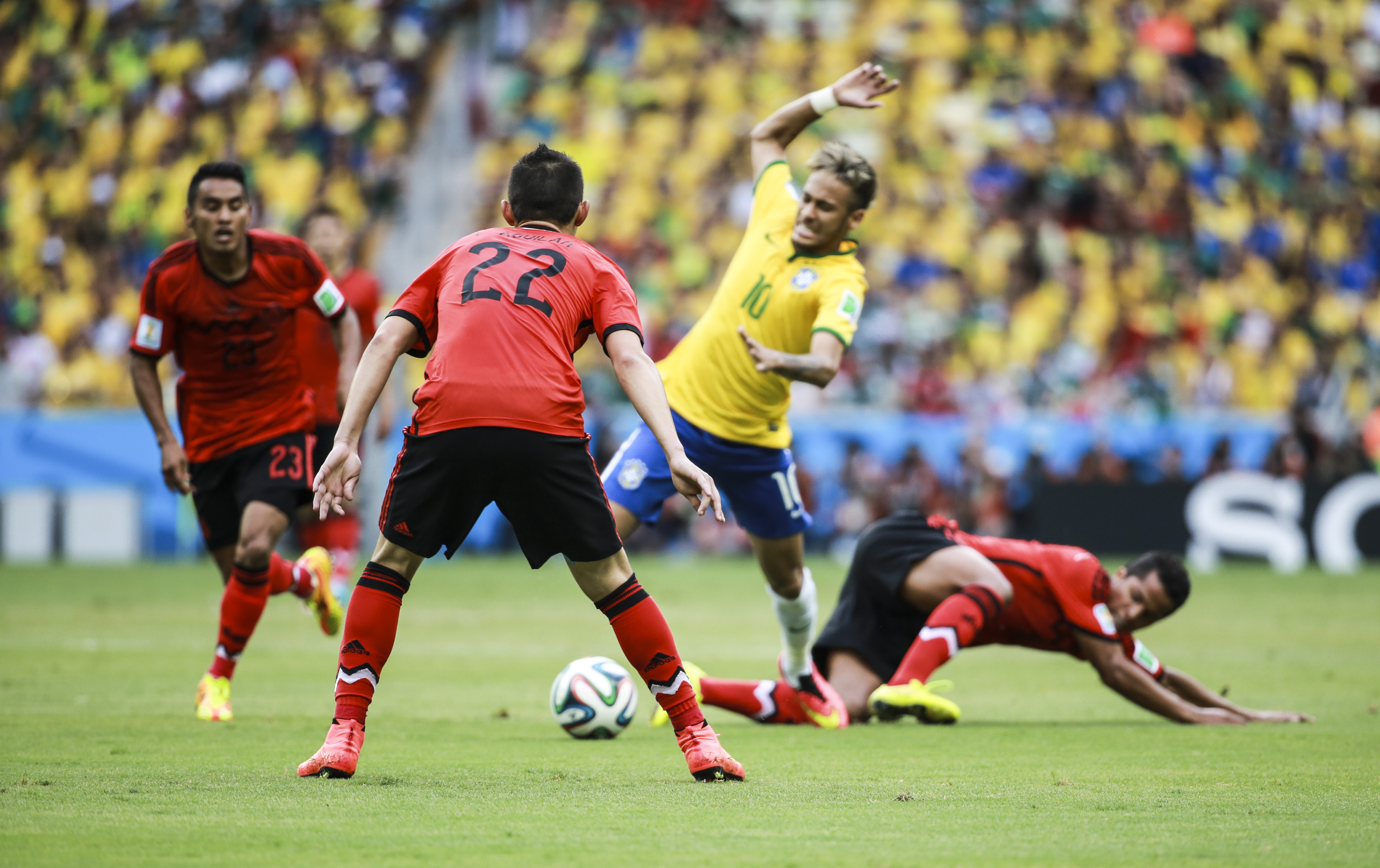
نيمار يراوغ بعض اللاعبين ضد المكسيك في كأس العالم 2014.

لعب مباراته الدولية رقم 50 في المباراة الافتتاحية للبطولة، في 12 يونيو ضد كرواتيا في ساو باولو. في الدقيقة 26، مع كرواتيا 1–0، نيمار ضرب لاعب خط الوسط الكرواتي لوكا مودريتش بالمرفق، وتلقى بطاقة صفراء. واتفق العديد من المحللين على أن أن الحكم كان متساهلا جدا وأنه كان ينبغي أن يطرده. وسجل نيمار هدف التعادل في الدقيقة 29 من تسديدة من خارج منطقة الجزاء، وسجل هدف التقدم للبرازيل في الشوط الثاني من ركلة جزاء، بعد قرار مثير للجدل من قبل الحكم، انتهت المباراة بفوز البرازيل بنتيجة 3–1. في مباراة المجموعة الثالثة، عاد وسجل مرة أخرى هدفين في ضد الكاميرون في المباراة التي انتهت بنتيجة 4–1 ليمنح منتخب بلاده بطاقة التأهل إلى مرحلة خروج المغلوب. في دور الـ16 ضد تشيلي، انتهت المباراة 1–1 بعد 120 دقيقة، ليلجؤ مع إلى ركلات جزاء ترجيحية وسجل ركلة الفوز للبرازيل.
في المباراة التي هزموا فيها كولومبيا في الدور ربع النهائي، في منافسة على الكرة، تعرض نيمار إلى ركلة في الخلف من قبل خوان كاميلو زونيغا وأضطر إلى الخروج من الملعب بنقّالة. وكشف فحص في المستشفى أنه عانى من فقرة مكسورة في العمود الفقري وهذا يعني غيابه عن بقية كأس العالم. في وقت سابق في المباراة، صنع هدف تياغو سيلفا الافتتاحي بعرضية من ركلة ركنية. كانت هذه هي المرة الثانية في البطولة التي أدت فيها زاوية نيمار إلى هدف للبرازيل، بعد أن ساعد في هدف دافيد لويز في الجولة السابقة ضد تشيلي.
في 11 يوليو، تم ترشيح نيمار للقائمة المختصرة من 10 لاعبين لجائزة الكرة الذهبية لأفضل لاعب في البطولة. وفاز بالحذاء البرونزي كونه ثالث أكبر هداف في البطولة، وكان ضمن التشكيلة المثالية في كأس العالم 2014.

### كوبا أمريكا 2015
تم استبعاد القائد تياغو سيلفا بسبب الإصابة، قرر المدرب جديد دونغا جعل نيمار القائد وأكد في 5 سبتمبر أنه سيبقى القائد حتى بعد عودة سيلفا. في 14 أكتوبر 2014، سجل سوبر هاتريك (أربعة أهداف) في مباراة واحدة للمرة الأولى في مسيرته الدولية، وسجل جميع أهداف البرازيل في المباراة الودية التي فازوا بها بنتيجة 4–0 على اليابان في الملعب الوطني، سنغافورة. في سن 22 عاما فقط، سجل 40 هدفا في 58 دوليا، وأصبح خامس أكبر هداف لمنتخب البرازيل. في 26 مارس 2015، سجل الهدف الثاني للبرازيل في المباراة الودية التي فازوا بها بنتيجة 3–1 على فرنسا في باريس.
في 14 يونيو 2015، في افتتاحية بطولة كوبا أمريكا لعب كأساسي، سجل نيمار التعادل وساعد في هدف دوغلاس كوستا في الوقت بدل الضائع حيث عادت البرازيل من الخسارة بنتيجة 1–0 إلى فوز 2–1 ضد بيرو في تيموكو. بعد مباراة البرازيل الثانية، التي خسروها 0–1 ضد كولومبيا في سانتياغو. بعد صافرة النهاية، تم طرده لركل الكرة عمدا على بابلو أرميرو، ونتيجة لذلك تم دفعه من قبل المهاجم الكولومبي كارلوس باكا، الذي تم طرده أيضا. أصدر كونميبول قرار بإيقاف نيمار لمده أربع مباريات، وإيقافه بالمباريات المتبقية من البطولة، بالإضافة إلى غرامة قدرها 10.000 دولار أمريكي.

### الألعاب الأولمبية الصيفية 2016

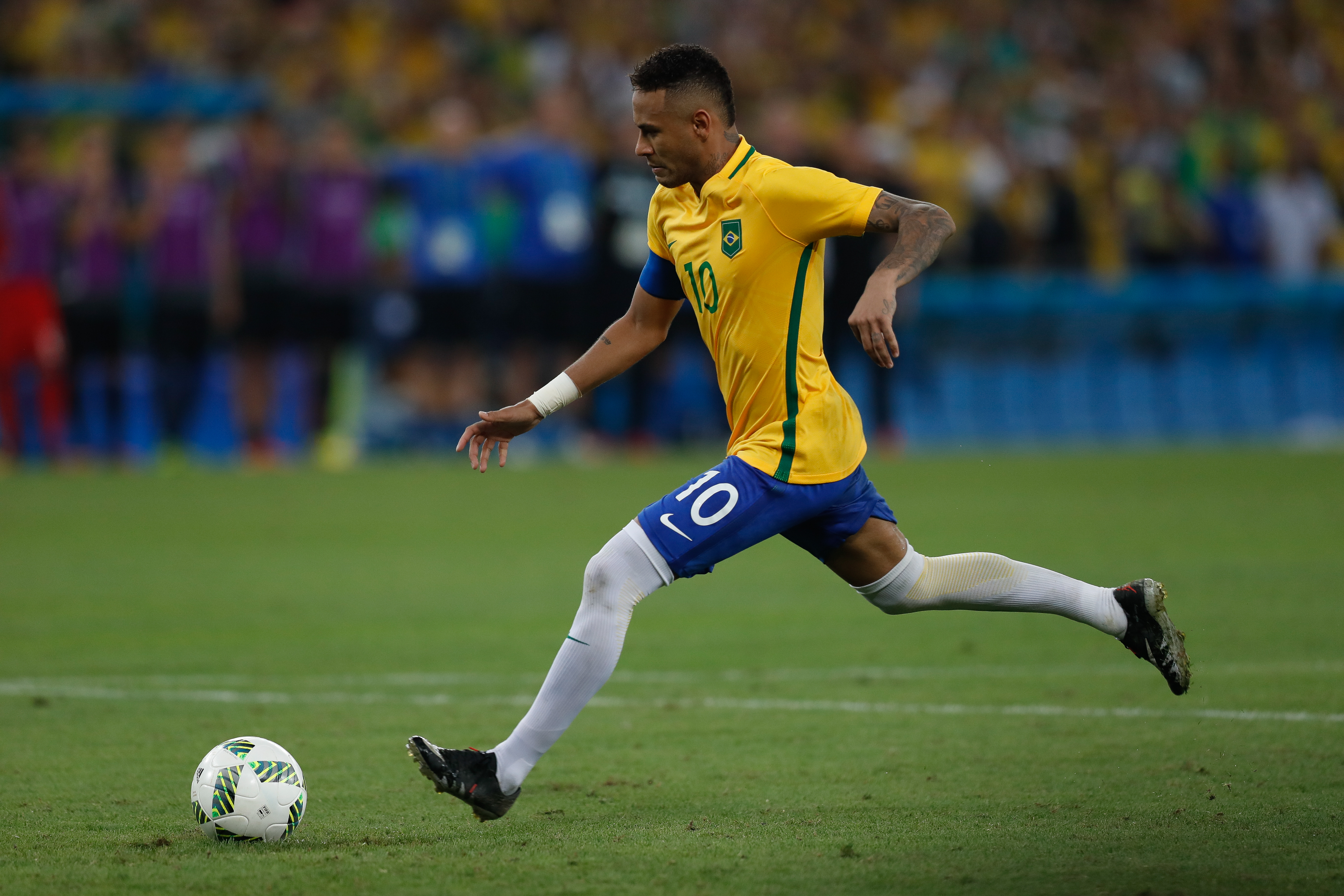
نيمار يستعد لتسديد ركلة جزاء الفوز للبرازيل ضد ألمانيا في النهائي الأولمبي.

كان الاتحاد البرازيل قد أرادوا نيمار أن يلعب في كوبا أمريكا المئوية والأولمبياد في ريو دي جانيرو خلال صيف عام 2016، ولكن بعد طلب من مدرب نادي برشلونة لويس إنريكي، استراح من البطولة الأولى. في أواخر يونيو 2016، كان في وقت واحدا من ثلاثة لاعبين من أصل 23 لاعب سيتم ضمهم إلى منتخب البرازيل لدورة الألعاب الاولمبية الصيفية 2016 على أرضهم، وكان قائد الفريق.
في مباراة ربع النهائي مع البرازيل ضد كولومبيا في 13 أغسطس، سجل هدف البرازيل الأول في المباراة، من ركلة حرة، وسجل أيضا هدفه الثاني في المباراة النهائية 2–0. في مباراة نصف النهائي مع البرازيل ضد هندوراس في 18 أغسطس، سجل هدفين، هدف البرازيل الأول والأخير في المباراة التي انتهت بنتيجة 6–0.
في المباراة النهائية ضد ألمانيا على ملعب ماراكانا في ريو دي جانيرو في 20 أغسطس، افتتح نيمار التهديف مع ركلة حرة في الدقيقة 27. انتهت المباراة 1–1 بعد هدف التعادل من ماكس ماير في الشوط الثاني. فازت البرازيل على ألمانيا 5–4 ركلات الجزاء، وسجل نيمار ركلة الفوز ليحصل على أول ميدالية ذهبية أولمبية في كرة القدم للبرازيل. خلال البطولة وقبلها، كان قد تعرض لانتقادات حول سلوكه داخل وخارج الملعب، مع العديد من اللاعبين البرازيليين السابقين مما يشير إلى أنه لم يكن مناسبا ليكون قائدًا للمنتخب البرازيلي. تخلى نيمار في وقت لاحق عن القيادة بعد فوزهم في الميدالية الأولمبية.

### كأس العالم 2018

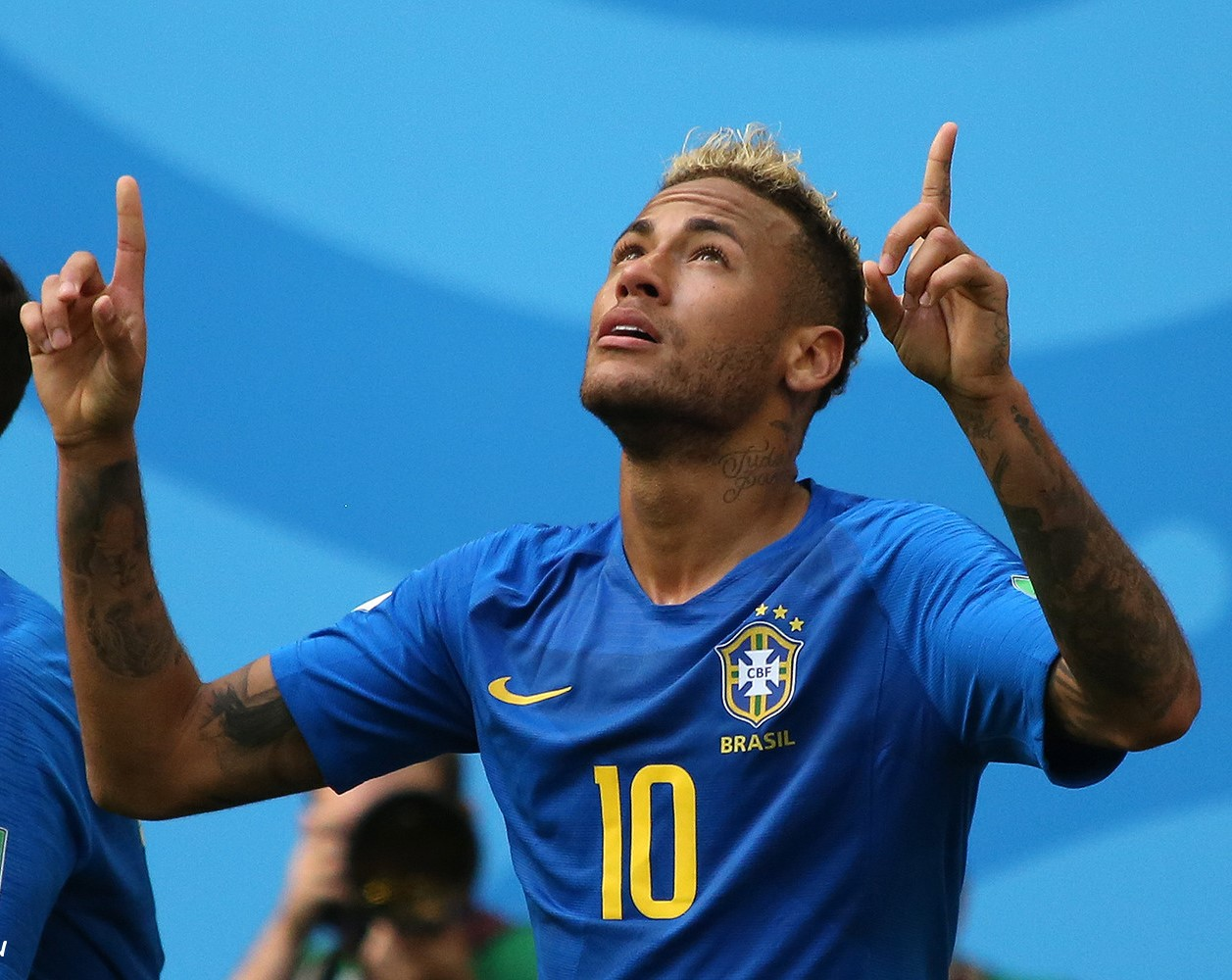
نيمار يحتفل بتسجيله هدف أمام كوستاريكا في كأس العالم 2018

وفي مايو 2018، تم ضمه للقائمة المشاركة في كأس العالم 2018 في روسيا. في 3 يونيو 2018، عاد نيمار إلى الملاعب الدولية بعد غياب لمدة ثلاثة أشهر بسبب الإصابة في القدم وسجل هدفًا في المباراة المباراة الودية التي فازت فيها البرازيل على كرواتيا 2–0. وفي الأسبوع التالي، أصبح ثالث أفضل هدافي البرازيل عبر التاريخ بجانب روماريو عندما سجل هدفه الدولي رقم 55 في المباراة الودية التي انتهت بالفوز 3–0 على النمسا.
في 2 يوليو، سجل نيمار هدفه الثاني في كأس العالم بمباراة الفوز 2–0 على المكسيك في دور الستة عشر، كما صنع الهدف الثاني لروبرتو فيرمينو. وحصل على جائزة أفضل لاعب في المباراة. بعد مباراة المكسيك، كتبت بي بي سي سبورت أنه على الرغم من «الأداء الجيد» الذي قدمه نيمار وصدارته في العديد من إحصائيات كأس العالم، «إلا أنه لا يزال هناك شعور بأنه غير محبوب على نطاق واسع بين المحايدين» بسبب «مشاكساته وتمثيله». وفي الوقت نفسه، كتبت صحيفة أو جلوبو البرازيلية أن «نيمار قد سحر البرازيل، لكنه أزعج العالم بأسره». في 6 يوليو، تم إقصاء البرازيل بعد الخسارة 2–1 أمام بلجيكا في الدور ربع النهائي، حيث رفض نيمار التعادل في الوقت المحتسب بدل الضائع بضربة إصبع صد من حارس مرمى بلجيكا تيبو كورتوا.

### الاستعداد لكأس العالم 2022 وكوبا أمريكا 2021
في مايو 2019، تم ضم نيمار في تشكيلة البرازيل المؤلفة من 23 لاعباً للمشاركة في كوبا أمريكا 2019 في بلاده البرازيل. في 5 يونيو، تعرض لإصابة في الكاحل في مباراة ودية انتهت بالفوز 2–0 على قطر واستبعد من البطولة، وكان من المتوقع غياب نيمار لمدة أربع أسابيع.
في 10 أكتوبر 2019، لعب نيمار مباراته رقم 100 مع البرازيل في مباراة ودية 1–1 مع السنغال في سنغافورة. في 13 أكتوبر 2020، سجل هاتريك في تصفيات كأس العالم 2022 ضد بيرو، وفازت بها البرازيل 4–2. حيث وصل لهدفه الدولي رقم 64 وتجاوز رونالدو كثاني هداف في تاريخ منتخبه.
في 13 يونيو 2021، في المباراة الافتتاحية للمجموعات للبرازيل في كوبا أمريكا 2021، التي أقيمت على أرضها، سجل نيمار الهدف الثاني لفريقه من ركلة جزاء وصنع لاحقًا هدف غابرييل باربوسا في الفوز 3–0 على فنزويلا. في المباراة التالية يوم 17 يونيو، سجل مرة أخرى الهدف الثاني في الفوز النهائي 4–0 على بيرو. في 23 يونيو، صنع هدف كاسيميرو الذي حقق لهم الفوز في المباراة من ركلة ركنية في الوقت المحتسب بدل الضائع في الفوز 2–1 على كولومبيا. في 2 يوليو، صنع هدف لوكاس باكيتا في الفوز 1–0 على تشيلي في ربع نهائي المسابقة. بعد ثلاثة أيام، صنع هدف لباكيتا مرة أخرى وهو الهدف الوحيد في مباراة في دور نصف النهائي ضد بيرو. في 10 يوليو، هُزمت البرازيل 1–0 من الأرجنتين في النهائي. على الرغم من الخسارة، اُختير نيمار أفضل لاعب في البطولة إلى جانب ميسي عن أدائه طوال البطولة.

### كأس العالم 2022
في 7 نوفمبر 2022، تم اختيار نيمار في تشكيلة منتخب البرازيل لكأس العالم 2022. لعب في مباراته الأولى ضد صربيا 79 دقيقة، لكنه لم يتمكن من اللعب في المباراتين التاليتين؛ بسبب إصابة في أربطة الكاحل. تعافى نيمار من إصابته ليلعب ضد منتخب كوريا الجنوبية في دور الستة عشر حيث أحرز هدفًا من ركلة الجزاء لتنتهي المباراة بفوز البرازيل 4–1.
في 8 سبتمبر 2023، أحرز نيمار هدفه الـ 78 و 79 مع منتخب بلاده في لقاءه ضد بوليفيا الذي انتهى بالفوز 5-1 في المباراة الافتتاحية لتصفيات كأس العالم 2026، وبذلك أصبح نيمار الهداف التاريخي لمنتخب بلاده متقدمًا على بيليه.

## أسلوب اللعب
يلعب نيمار بشكل أساسي إما كمهاجم صريح أو كمهاجم ثانٍ أو جناح أو أحيانًا لاعب وسط هجومي، ووُصِف بأنه «ظاهرة حقيقية». من خلال تسليط الضوء على قدراته الغزيرة في التهديف وصناعة الألعاب، فهو يحتل المرتبة السادسة في قائمة أفضل هدافي باريس سان جيرمان على الإطلاق وسابع أفضل صانع أهداف في كل العصور. يلعب غالبًا مهاجمًا في الجانب الأيسر في النادي والمنتخب في تشكيل الفريق 4-3-3، ينجرف في الملعب، بسبب سرعته النشطة ومهاراته في صناعة اللعب. هذا الوضع يسمح له بالتصويب بقدمه القوية، أو خلق الفرص لزملائه.
مهارات نيمار في المراوغة والحيل وقدراته في صناعة اللعب تذكرنا بمواطنه رونالدينيو. سماته الرئيسية هي إبداعه، ورؤيته، وتمريراته، وإنهائه، ومراوغاته، وخدعه، ولمساته الفنية، وصفت بأنها «إعجازية» و «انفجارية». يعتبر المنفذ الأبرز لمهارة ”قوس قزح“. هداف بالفطرة، بالرغم من أنه يلعب بقدمه اليمنى بشكل طبيعي، إلا أنه قادر على اللعب والتسديد بكلتا قدميه، وكذلك برأسه، مسدد للركلات الحرة و ركلات الجزاء بدقة. قال نيمار: «أحاول دائما إتقان كل شيء - المراوغة، التسديد، ضربات الرأس والتحكم بالكرة. يمكنك دائما التحسين». وقد ألهمه كريستيانو رونالدو، ليونيل ميسي، أندريس إنييستا وتشافي، و‌واين روني. يستشهد نيمار بكايل ووكر باعتباره أقوى خصم واجهه على الإطلاق.

## خارج كرة القدم

### حياته الشخصية

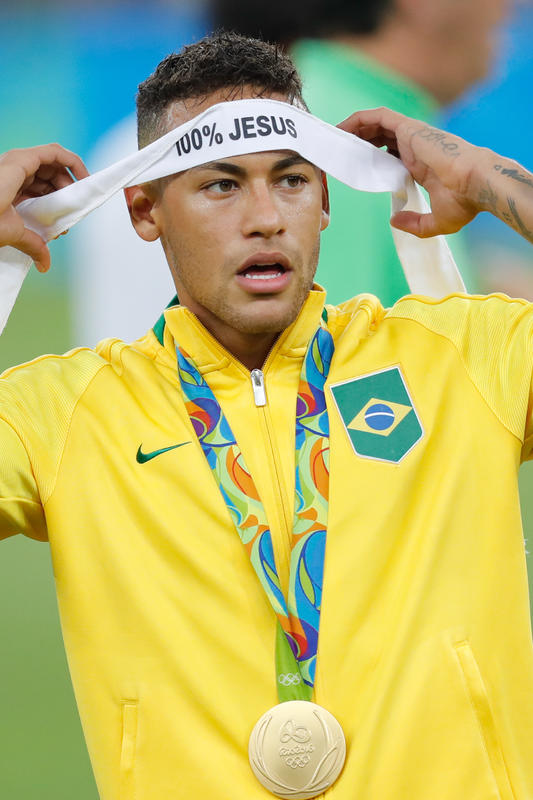
يعبر نيمار عن إيمانه المسيحي بعد فوزه بالميدالية الذهبية مع البرازيل في دورة الألعاب الأولمبية الصيفية 2016

نيمار لديه ابن، دافي لوكا، ولد في 13 أغسطس 2011، من صديقته السابقة كارولينا دانتاس. تربطه علاقة وثيقة جدًا بأخته رافاييلا بيكران، وعزز هذا التقارب الأفلاطوني من خلال رسم وشم لوجهها على ذراعه، بينما قامت بيكران بوشم عيني أخيها على ذراعها. وفي نوفمبر 2023 و بعد نحو شهرين من إعلان ولادة ابنتهما، انفصل نجم كرة القدم البرازيلي نيمار وصديقته برونا بيانكاردي.
نيمار مسيحي، ويتبع حركة الخمسينية. تحدث نيمار عن إيمانه قائلاً: «الحياة يكون له معنى فقط عندما يكون هدفنا الأسمى فيها هو خدمة المسيح». بالإضافة إلى ذلك، كان يرتدي أحيانًا عصابة رأس مكتوب عليها «100% يسوع» (بالإنجليزية: 100% Jesus). بالإضافة إلى لغته الأم البرتغالية، يتحدث نيمار الإسبانية.
في يوليو 2019، أعلنت الشرطة إلغاء التحقيق في اغتصاب نيمار لعدم كفاية الأدلة.
في 2 سبتمبر 2020، أفيد أن نيمار، إلى جانب زملائه في فريق باريس سان جيرمان أنخيل دي ماريا ولياندرو باريديس، أُثبتت إصابتهم بفيروس كورونا. وقالت صحيفة ليكيب الفرنسية الرياضية إن اللاعبين الثلاثة ذهبوا في إجازة إلى جزيرة يابسة. ونتيجة لذلك، تم عزلهم لمدة أسبوع واحد، وقُرر أن يخضع باقي اللاعبين وطاقم العمل لاختبار فيروس كورونا في نفس الأسبوع.
خلال مباراة بين باريس سان جيرمان ومرسيليا، أفاد نيمار أنه تعرض لإساءات عنصرية من قبل ألفارو غونزاليس، بعد طرده لضربه في مؤخرة رأسه. في أعقاب ذلك، رد نيمار على وسائل التواصل الاجتماعي حيث نفى المدافع الإسباني قول أي تعليقات عنصرية خلال المباراة. في 16 سبتمبر، تم إيقاف نيمار من مباراتين بسبب أفعاله. بدأ الدوري أيضًا تحقيقًا في التعليقات العنصرية المزعومة التي أدلى بها ألفارو. قبل عدة أيام من القرار الذي اتخذه الدوري الفرنسي، زعمت محطة الإذاعة الإسبانية كادينا سير أن لديها لقطات لنيمار وهو يسيء عنصريًا للاعب OM هيروكي ساكاي. في 30 سبتمبر، قرر الدوري الفرنسي أن كل من ألفارو ونيمار لن يتلقيا أي تعليق؛ لأن الأدلة على أخطائهم لم تكن كافية. بالإضافة إلى ذلك، في اليوم التالي للحكم نفى ساكاي على وسائل التواصل الاجتماعي أن نيمار أدلى بتعليقات عنصرية تجاهه.

### الثروة والرعاية
وقع نيمار على العديد من صفقات الرعاية منذ أن بدأت سمعته في النمو من سن 17 عامًا. في مارس 2011، وقع عقدًا مدته 11 عامًا مع شركة الملابس الرياضية الأمريكية نايكي، والتي انتهت في أغسطس 2020 بعد أن قدم أحد موظفي شركة نايكي شكوى ضده بالاعتداء الجنسي. منذ ذلك الحين وقع نيمار مع شركة الملابس الرياضية الألمانية بوما. في مارس 2011، دفعت باناسونيك 2.4 مليون دولار أمريكي لتأمين خدمات نيمار لمدة عامين. قبل التوقيع لبرشلونة، صنفت فرانس فوتبول نيمار في المرتبة 13 في قائمة أغنى لاعبي العالم في عام 2012، بإجمالي أرباح بلغت 18.8 مليون دولار للأشهر الـ 12 الماضية. كما وقع على عقود رعاية أخرى من فولكس فاجن وتينيس بي بارويل ولوبو وأمبيف وكلارو ويونيليفر وسانتاندير. بحلول عام 2018، صنفت كرة القدم الفرنسية نيمار في المرتبة الثالثة كأعلى لاعب كرة قدم مدفوع الأجر في العالم، حيث كسب 81.5 مليون يورو (95 مليون دولار) عن السنة التقويمية في الدخل المجمع من الرواتب والمكافآت وصفقات التأييد. في عام 2019، صنفت مجلة فوربس نيمار في المرتبة الثالثة كأعلى الرياضيين أجرًا في العالم (بعد ليونيل ميسي وكريستيانو رونالدو) بأرباح قدرها 105 مليون دولار في السنة التقويمية.
في 8 مايو 2013، صنفت مجلة سبورتس برو نيمار على أنه أكثر الرياضيين قابلية للتسويق في العالم، متقدماً على ليونيل ميسي (الثاني) وكريستيانو رونالدو (الثامن). في الشهر نفسه، أطلق نيمار حذاء نايكي هايبرڤينوم لكرة القدم. في نوفمبر 2012، أنشأت وكالة الإعلانات Loducca شعار العلامة التجارية الشخصية الخاصة بنيمار، والذي يظهر N و J و R والتي ترمز لحروف اسمه الكامل باللغة الإنجليزية، مع تصميم N لتتناسب مع قميص نيمار رقم 11. لعب نيمار دور البطولة في إعلان عام 2014 عن بيتس مع نجوم كرة قدم عالميين آخرين بما في ذلك تييري هنري ولويس سواريز، وكان موضوعه "اللعبة قبل اللعبة" وطقوس اللاعبين قبل المباراة بالاستماع إلى الموسيقى.

## الإحصائيات

### النادي
آخر تحديث 29 سبتمبر 2023.
| النادي              | الموسم   | الدوري                 | الدوري | الدوري  | الكأس الوطني | الكأس الوطني | كأس الدولة | كأس الدولة | قاري   | قاري    | أخرى   | أخرى    | المجموع | المجموع |
| النادي              | الموسم   | الدرجة                 | الظهور | الأهداف | الظهور       | الأهداف      | الظهور     | الأهداف    | الظهور | الأهداف | الظهور | الأهداف | الظهور  | الأهداف |
| ------------------- | -------- | ---------------------- | ------ | ------- | ------------ | ------------ | ---------- | ---------- | ------ | ------- | ------ | ------- | ------- | ------- |
| سانتوس              | 2009     | الدوري البرازيلي       | 33     | 10      | 3            | 1            | 12         | 3          | —      | —       | —      | —       | 48      | 14      |
| سانتوس              | 2010     | الدوري البرازيلي       | 31     | 17      | 8            | 11           | 19         | 14         | 2      | 0       | —      | —       | 60      | 42      |
| سانتوس              | 2011     | الدوري البرازيلي       | 21     | 13      | —            | —            | 11         | 4          | 13     | 6       | 2      | 1       | 47      | 24      |
| سانتوس              | 2012     | الدوري البرازيلي       | 17     | 14      | —            | —            | 16         | 20         | 12     | 8       | 2      | 1       | 47      | 43      |
| سانتوس              | 2013     | الدوري البرازيلي       | 1      | 0       | 4            | 1            | 18         | 12         | —      | —       | —      | —       | 23      | 13      |
| سانتوس              | المجموع  | المجموع                | 102    | 54      | 15           | 13           | 75         | 53         | 27     | 14      | 4      | 2       | 225     | 136     |
| برشلونة             | 2013–14  | الدوري الإسباني        | 26     | 9       | 3            | 1            | —          | —          | 10     | 4       | 2      | 1       | 41      | 15      |
| برشلونة             | 2014–15  | الدوري الإسباني        | 33     | 22      | 6            | 7            | —          | —          | 12     | 10      | —      | —       | 51      | 39      |
| برشلونة             | 2015–16  | الدوري الإسباني        | 34     | 24      | 5            | 4            | —          | —          | 9      | 3       | 1      | 0       | 49      | 31      |
| برشلونة             | 2016–17  | الدوري الإسباني        | 30     | 13      | 6            | 3            | —          | —          | 9      | 4       | 0      | 0       | 45      | 20      |
| برشلونة             | المجموع  | المجموع                | 123    | 68      | 20           | 15           | —          | —          | 40     | 21      | 3      | 1       | 186     | 105     |
| باريس سان جيرمان    | 2017–18  | الدوري الفرنسي         | 20     | 19      | 1            | 2            | —          | —          | 7      | 6       | 2      | 1       | 30      | 28      |
| باريس سان جيرمان    | 2018–19  | الدوري الفرنسي         | 17     | 15      | 3            | 2            | —          | —          | 6      | 5       | 2      | 1       | 28      | 23      |
| باريس سان جيرمان    | 2019–20  | الدوري الفرنسي         | 15     | 13      | 2            | 2            | —          | —          | 7      | 3       | 3      | 1       | 27      | 19      |
| باريس سان جيرمان    | 2020–21  | الدوري الفرنسي         | 18     | 9       | 3            | 1            | —          | —          | 9      | 6       | 1      | 1       | 31      | 17      |
| باريس سان جيرمان    | 2021–22  | الدوري الفرنسي         | 22     | 13      | 0            | 0            | —          | —          | 6      | 0       | 0      | 0       | 28      | 13      |
| باريس سان جيرمان    | 2022–23  | الدوري الفرنسي         | 20     | 13      | 0            | 0            |            |            | 6      | 2       | 1      | 2       | 29      | 18      |
| باريس سان جيرمان    | المجموع  | المجموع                | 112    | 82      | 11           | 8            | —          | —          | 41     | 22      | 9      | 6       | 173     | 118     |
| نادي الهلال السعودي | 2023–24  | دوري المحترفين السعودي | 3      | 0       |              |              |            |            | 1      | 0       |        |         | 4       | 0       |
| الإجمالي            | الإجمالي | الإجمالي               | 340    | 204     | 46           | 36           | 76         | 54         | 108    | 57      | 16     | 9       | 588     | 359     |

1. ↑  تشمل كأس البرازيل، وكأس ملك إسبانيا، وكأس فرنسا
2. ↑  تشمل بطولة باوليستا
3. ↑  المباريات في كوبا سود أمريكانا
4. 1 2  المباريات في كأس ليبرتادوريس
5. 1 2  المباريات في كأس العالم للأندية
6. ↑  المباريات في ريكوبا سودأمريكانا
7. 1 2 3 4 5 6 7 8 9  المباريات في دوري أبطال أوروبا
8. ↑  المباراتين في كأس السوبر الإسباني
9. 1 2  المباريات في كأس الرابطة الفرنسية
10. ↑  مباراة واحدة وهدف واحد في كأس الرابطة الفرنسية، مباراة واحدة في كأس الأبطال الفرنسي
11. ↑  المباراة في كأس الأبطال الفرنسي

### المنتخب

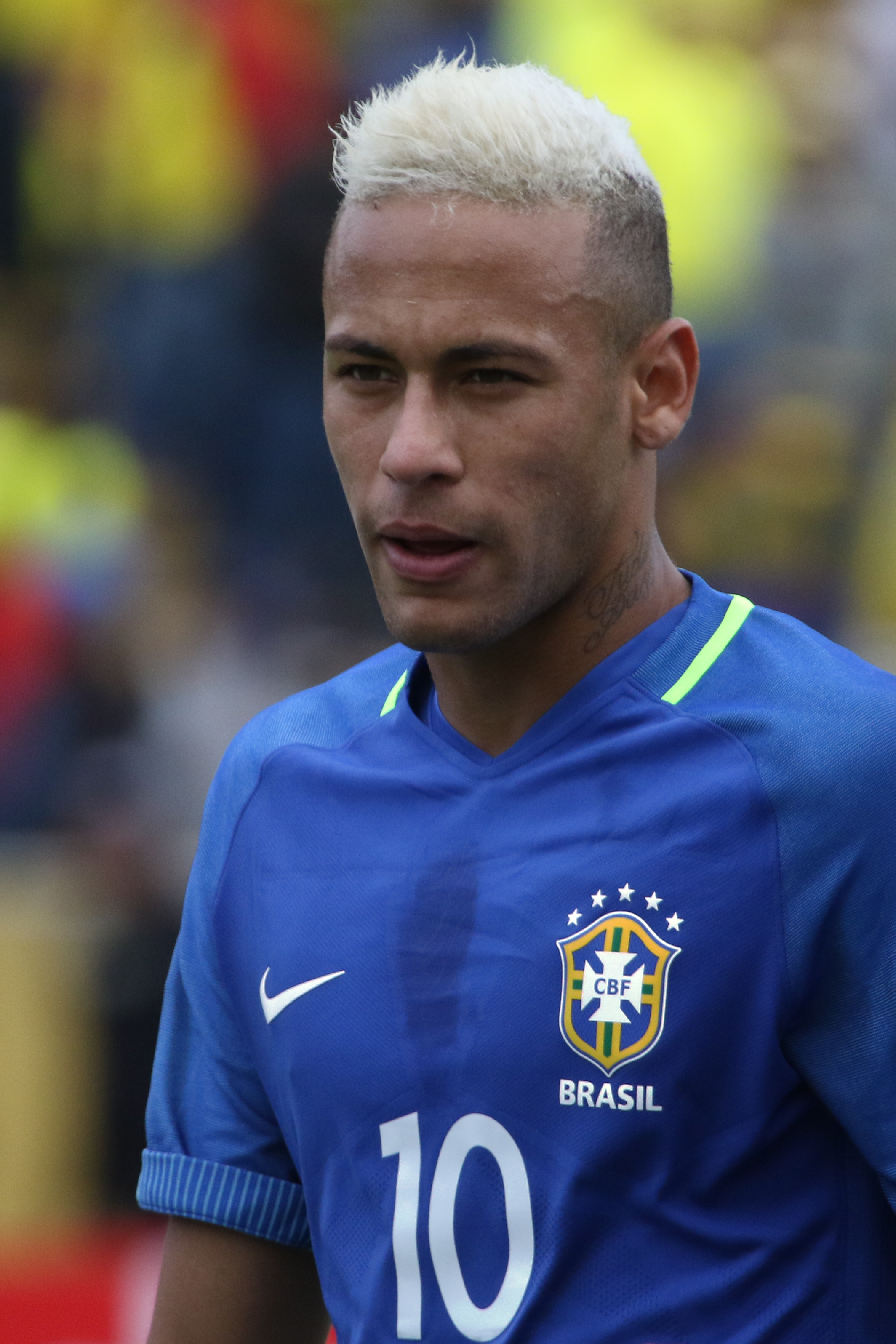
نيمار يلعب مع البرازيل ضد الإكوادور في عام 2016.

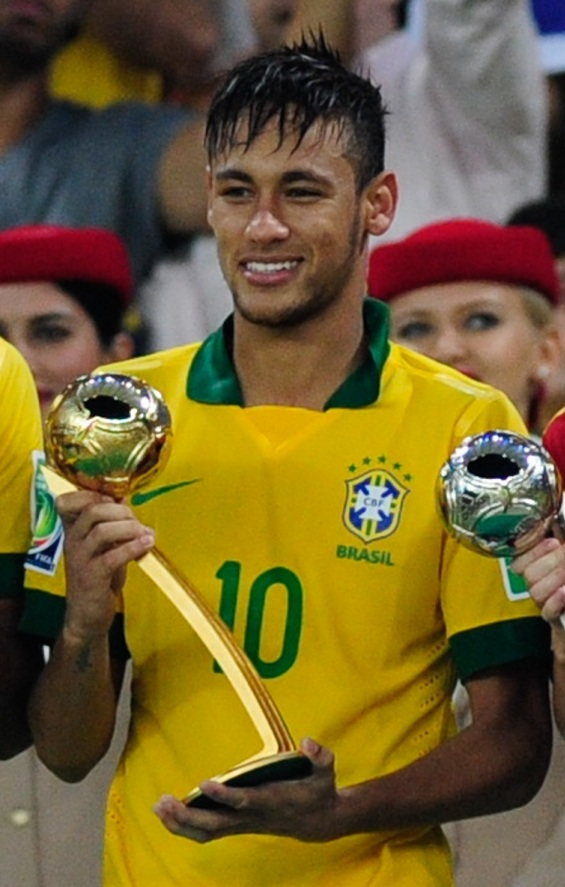
نيمار مع جائزة أفضل لاعب في كأس القارات.

آخر تحديث 9 ديسمبر 2022.
| المنتخب  | العام   | رسمية  | رسمية   | ودية   | ودية    | المجموع | المجموع |
| المنتخب  | العام   | الظهور | الأهداف | الظهور | الأهداف | الظهور  | الأهداف |
| -------- | ------- | ------ | ------- | ------ | ------- | ------- | ------- |
| البرازيل | 2010    | 0      | 0       | 2      | 1       | 2       | 1       |
| البرازيل | 2011    | 4      | 2       | 9      | 5       | 13      | 7       |
| البرازيل | 2012    | 0      | 0       | 12     | 9       | 12      | 9       |
| البرازيل | 2013    | 5      | 4       | 14     | 6       | 19      | 10      |
| البرازيل | 2014    | 5      | 4       | 9      | 11      | 14      | 15      |
| البرازيل | 2015    | 4      | 1       | 5      | 3       | 9       | 4       |
| البرازيل | 2016    | 6      | 4       | 0      | 0       | 6       | 4       |
| البرازيل | 2017    | 6      | 2       | 2      | 1       | 8       | 3       |
| البرازيل | 2018    | 5      | 2       | 8      | 5       | 13      | 7       |
| البرازيل | 2019    | 0      | 0       | 5      | 1       | 5       | 1       |
| البرازيل | 2020    | 2      | 3       | 0      | 0       | 2       | 3       |
| البرازيل | 2021    | 13     | 6       | 0      | 0       | 13      | 6       |
| البرازيل | 2022    | 4      | 3       | 4      | 4       | 7       | 6       |
| المجموع  | المجموع | 54     | 31      | 70     | 46      | 124     | 77      |

1. ↑  المباريات في كوبا أمريكا
2. ↑  المباريات في كأس القارات
3. 1 2  المباريات في كأس العالم
4. ↑  مباراتين وهدف واحد في كوبا أمريكا، مباراتين في تصفيات كأس العالم
5. 1 2 3  المباريات في تصفيات كأس العالم
6. ↑  ست مباريات وهدفين في كوبا أمريكا 2021، أربع مباريات وثلاث أهداف في تصفيات كأس العالم 2022

## الإنجازات

### النادي
سانتوس
- الدوري البرازيلي: 2010، 2011، 2012
- كأس البرازيل: 2010
- كوبا ليبرتادوريس: 2011
- ريكوبا سودأمريكانا: 2012 [410]

 برشلونة
- الدوري الإسباني: 2014–15، 2015–16
- كأس ملك إسبانيا: 2014–15، 2015–16، 2016–17
- كأس السوبر الإسباني: 2013، 2016
- دوري أبطال أوروبا: 2014–15
- كأس السوبر الأوروبي: 2015
- كأس العالم للأندية: 2015

 باريس سان جيرمان
- الدوري الفرنسي: 2017–18،[411] 2018–19،[412] 2019–20،[413] 2021–22،[414] 2022–23
- كأس فرنسا: 2017–18،[415] 2019–20،[257] 2020–21[416]
- كأس الرابطة الفرنسية: 2017–18،[417] 2019–20
- كأس الأبطال الفرنسي: 2018،[418] 2020،[419] 2022
- دوري أبطال أوروبا الوصيف: 2019–20

 الهلال 
- دوري المحترفين السعودي:  2023–24[420]

### المنتخب
البرازيل للشباب
- أميركا سوبر ديربي: 2011
- كوبا أمريكا تحت 20 سنة: 2011

 البرازيل
- فضية كرة القدم الأولمبية: 2012 [421]

- كأس القارات: 2013
- ذهبية كرة القدم الأولمبية: 2016
- كوبا أمريكا الوصيف: 2021

### الفردية
الجوائز
- أفضل لاعب شاب في الدوري البرازيلي: 2009
- الدوري البرازيلي الدرجة الأولى تشكيلة السنة: 2010، 2011، 2012[422][423]
- أفضل مهاجم في الدوري البرازيلي: 2010، 2011، 2012
- الحذاء الذهبي البرازيلي: 2010، 2011، 2012
- الكرة الفضية البرازيلية: 2010، 2011
- الكرة الذهبية البرازيلية: 2011
- جائزة الفيفا لأفضل هدف – بوشكاش: 2011
- الكرة البرونزية لكأس العالم: 2011
- الدوري البرازيلي أفضل لاعب: 2011
- مجلة وورد سوكر أفضل لاعب شاب: 2011
- كوبا ليبرتادوريس أفضل لاعب: 2011
- كأس العالم للأندية الكرة البرونزية: 2011
- جائزة أفضل لاعب في أمريكا الجنوبية: 2011، 2012
- كأس القارات الكرة الذهبية: 2013
- كأس القارات الحذاء البرونزي: 2013
- كأس القارات فريق الأحلام: 2013
- كأس العالم الحذاء البرونزي: 2014
- كأس العالم فريق الأحلام: 2014
- جائزة الكرة الذهبية (البالون دور): 2015 (المركز الثالث),[424] 2017 (المركز الثالث) [425]
- جائزة الفيفا للأفضل كرويا (THE BEST) : 2017 (المركز الثالث) [426]
- جائزة أفضل لاعب في اوروبا: 2015 (المركز الخامس),[427] 2020 (المركز الرابع) [428]
- جائزة سامبا الذهبية: 2014، 2015، 2017، 2020، 2021[429][430][431][432]
- دوري أبطال أوروبا فريق الموسم: 2014–15[433]  2019–20،[434] 2020–21[435]
- الدوري الاسباني أفضل لاعب في العالم: 2014–15،[436]
- لاعب الشهر في الدوري الإسباني: نوفمبر 2015[437]
- الدوري الفرنسي أفضل لاعب: 2017–18[438]
- تشكيلة الموسم للدوري الفرنسي: 2017–18،[439] 2018–19،[440] 2020–21[441]
- لاعب الشهر في الدوري الفرنسي: ديسمبر 2017،[442] يناير 2020[443]
- جائزة اليويفا لأفضل فريق: 2015[444]
- فيفبرو: 2015، 2017[445]
- فيفبرو التشكيلة الثانية: 2013، 2014، 2016، 2018[446][447][448][449]
- فيفبرو مُرشح: 2019 (المهاجم السادس)
- الاتحاد الدولي – أفضل صانع ألعاب الجائزة البرونزية: 2017[450]
- الاتحاد الدولي – فريق العالم للرجال: 2017[451]
- الاتحاد الدولي - فريق العقد في أمريكا الجنوبية: 2011–2020[452]
- فريق الأحلام في كوبا أمريكا:2021 [453][454]

الأداء
- هداف كأس البرازيل: 2010
- هداف كوبا أميركا للشباب: 2011
- هداف الدوري البرازيلي: 2012
- هداف كوبا ليبرتادوريس: 2012 (بالتشارك مع ماتياس ألوستيزا)
- كوبا ليبرتادوريس أفضل صانع ألعاب: 2012[455]
- كأس ملك إسبانيا الهدّاف: 2014–15[456]
- دوري أبطال أوروبا الهدّاف: 2014–15(بالتشارك مع رونالدو وميسي)
- كأس العالم للأندية أفضل مُمرّر تمريرات حاسمة: 2015[457]
- دوري أبطال أوروبا أفضل مُمرّر تمريرات حاسمة: 2015–16، 2016–17[458]

## وصلات خارجية
- نيمار على موقع IMDb (الإنجليزية)
- نيمار على موقع الموسوعة البريطانية (الإنجليزية)
- نيمار على موقع روتن توميتوز (الإنجليزية)
- نيمار على موقع ألو سيني (الفرنسية)
- نيمار على موقع ميوزك برينز (الإنجليزية)
- نيمار على موقع ديسكوغز (الإنجليزية)
- نيمار على موقع قاعدة بيانات الفيلم (الإنجليزية)
- الموقع الرسمي
- نيمار على موقع باريس سان جيرمان (بالفرنسية)
- نيمار على موقع الاتحاد الدولي (مؤرشف)  (الإنجليزية)
- نيمار على موقع الاتحاد الأوربي (الإنجليزية)
- نيمار على موقع رابطة كرة القدم الفرنسية للمحترفين (الإنجليزية)
- نيمار على موقع إي إس بي إن إف سي (الإنجليزية)
- نيمار على موقع قاعدة بيانات كرة القدم.إي يو (الإنجليزية)
- نيمار على موقع ليكيب (الفرنسية)
- نيمار على موقع ناشيونال فوتبول تيمز (الإنجليزية)
- نيمار على موقع Soccerbase.com (لاعب) (الإنجليزية)
- نيمار على موقع Soccerway.com (الإنجليزية)
- نيمار على موقع عالم كرة القدم.نت (الإنجليزية)
- نيمار دا سيلفا - صفحة اللاعب على موقع كووورة